# Умершие в мае 2018 года
Это список известных людей, соответствующих установленным критериям значимости (см. Википедия:Критерии значимости персоналий), умерших в мае 2018 года.
Причина смерти указывается лишь в исключительных случаях (убийство, самоубийство, гибель в результате военных действий, смертная казнь, ДТП или несчастные случаи). В остальных случаях — не указывается.

## 31 мая

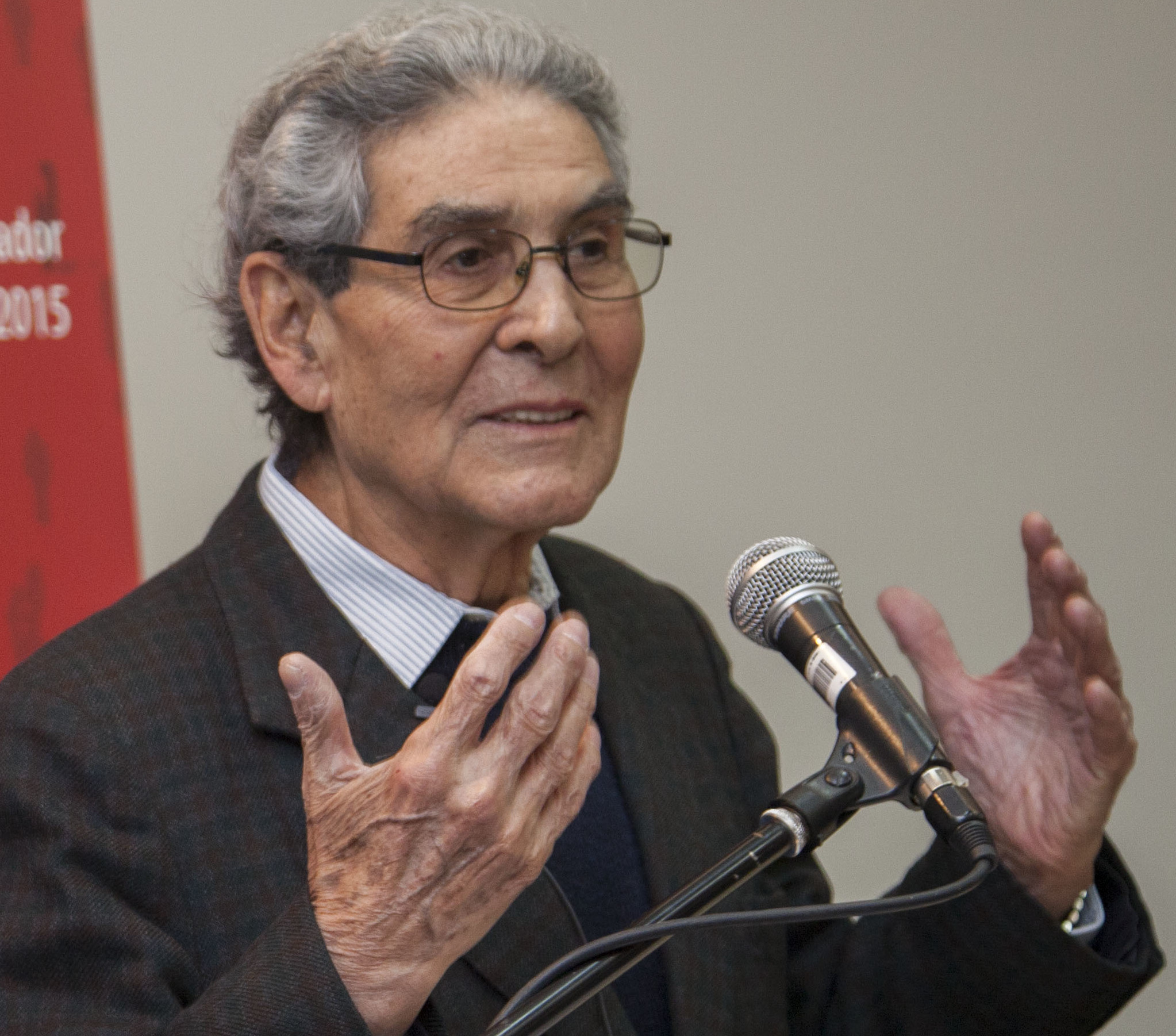
Анибал Кихано

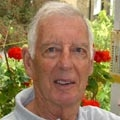
Майкл Форд

- Батырь, Геннадий Сергеевич (78) — советский и российский организатор оборонной промышленности, доктор технических наук, профессор, заслуженный деятель науки и техники Российской Федерации (1996), лауреат Государственной премии Российской Федерации, генерал-майор в отставке[1].
- Букин, Николай Олегович (24) — российский шашист, неоднократный призёр первенств Европы и мира, пятикратный чемпион России[2].
- Джиротто, Марчелло (70) — итальянский органист и композитор[3].
- Кихано, Анибал (90) — перуанский социолог и политолог[4].
- Михайлов, Валериан Владимирович (92) — советский дипломат, Чрезвычайный и Полномочный Посол СССР на Филиппинах (1977—1981)[5].
- Сансонетти, Этьенн (82) — французский футболист[6].
- Фокс, Шарлотта (61) — американская альпинистка, участница экспедиции на Эверест 1996 года; несчастный случай[7].
- Форд, Майкл (90) — американский художник кино, лауреат премии «Оскар» за лучшую работу художника-постановщика (1982, 1998)[8].

## 30 мая

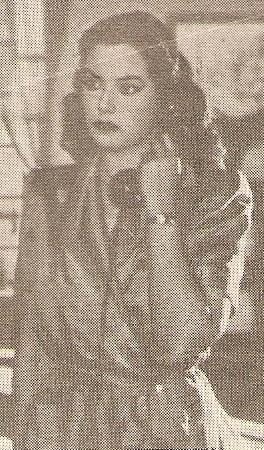
Мадиха Юсри

- Баннистер, Джеффри (57) — американский военный деятель, генерал-лейтенант[9].
- Гаскон, Габриэль (91) — канадский актёр кино и телевидения, брат актёра-комика Жана Гаскона[10].
- Ковач, Ференц (84) — венгерский футболист и тренер, бронзовый призёр летних Олимпийских игр в Риме (1960)[11].
- Константинов, Анатолий Алексеевич (95) — советский и российский биохимик, профессор[12].
- Красовский, Валерий Никодимович (58) — советский и белорусский футболист и тренер, мастер спорта СССР[13].
- Нин, Дэн (30) — американский мотогонщик; авария на трассе[14].
- Ноакс, Майкл (84) — английский католический художник-портретист[15].
- Тайсумов, Магомед (80) — советский и российский чеченский поэт и философ (о смерти стало известно в этот день)[16].
- Тиктопулос, Янис (59) — греческий историк и публицист[17].
- Турич, Михаил Исаакович (73) — советский и российский скрипач и дирижёр, заслуженный артист РСФСР (1985)[18].
- Ханмурзаев, Камиль Гамидович (78) — советский и российский дагестанский филолог, брат дирижёра Шамиля Ханмурзаева[19].
- Чепуров, Виктор Николаевич (92) — советский и российский скрипач, музыкальный педагог, народный учитель Российской Федерации (2001), почётный гражданин Московской области (2005)[20].
- Юсри, Мадиха (96) — египетская актриса[21].

## 29 мая

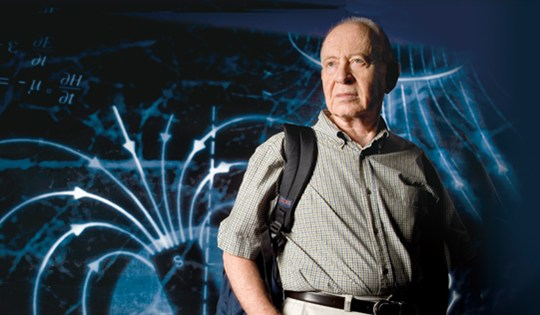
Йозеф Имри

- Белоброва, Ольга Андреевна (92) — историк древнерусской литературы[22].
- Благо, Пётр (79) — словацкий юрист, ректор Трнавского университета (2000—2007)[23].
- Имри, Йосеф (79) — израильский физик, член НАН Израиля, лауреат премии Израиля (2001) и премии Вольфа (2016)[24].
- Лис, Арсений Сергеевич (84) — советский и белорусский литературовед и фольклорист[25][26],.
- Макнайт, Фил (93) — британский футболист (о смерти стало известно в этот день)[27].
- Маркус, Юрген (69) — немецкий певец (о смерти стало известно в этот день)[28].
- Ортиц, Роза Брисеньо (61) — венесуэльская пианистка и дирижёр[29].

## 28 мая

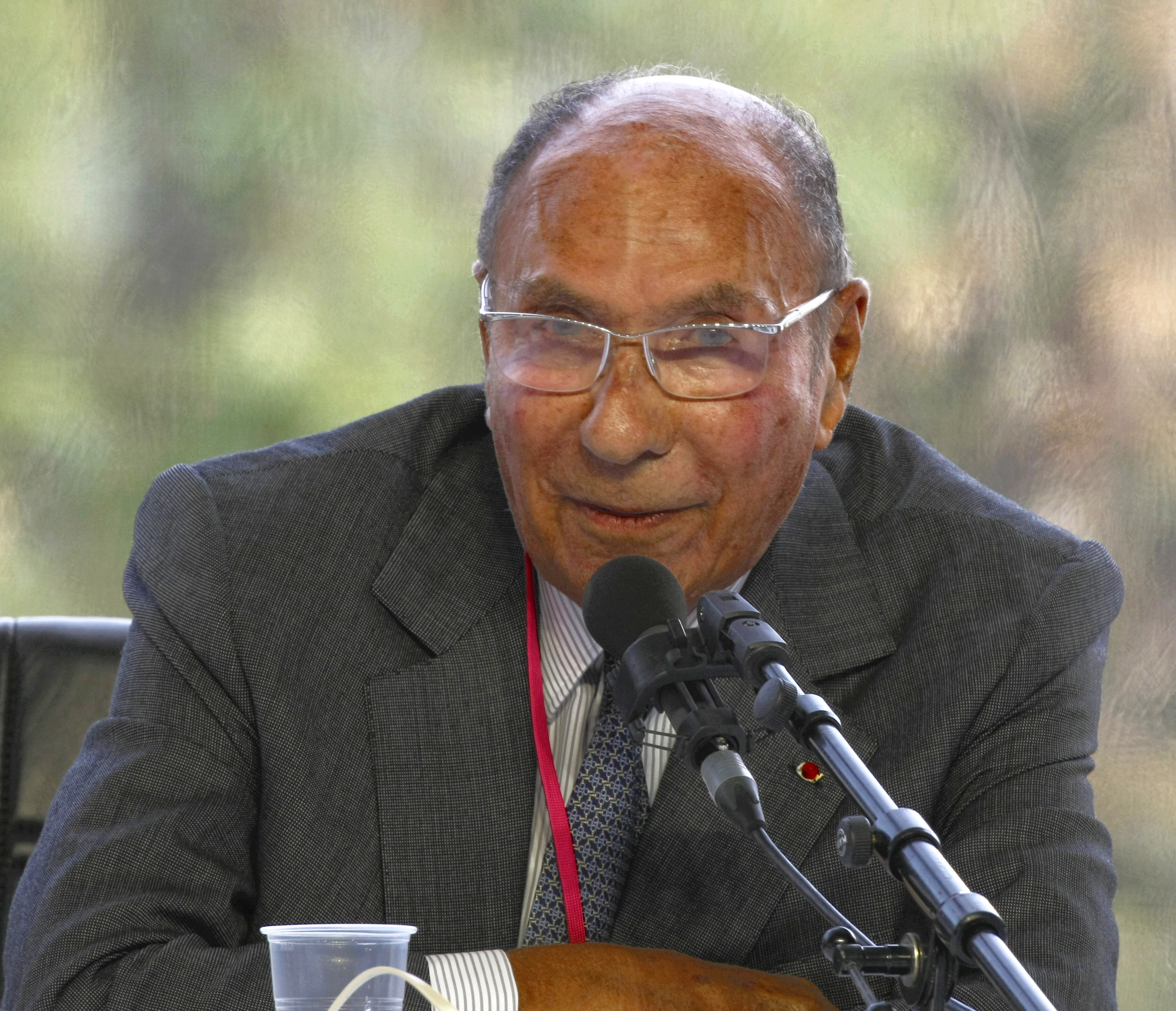
Серж Дассо

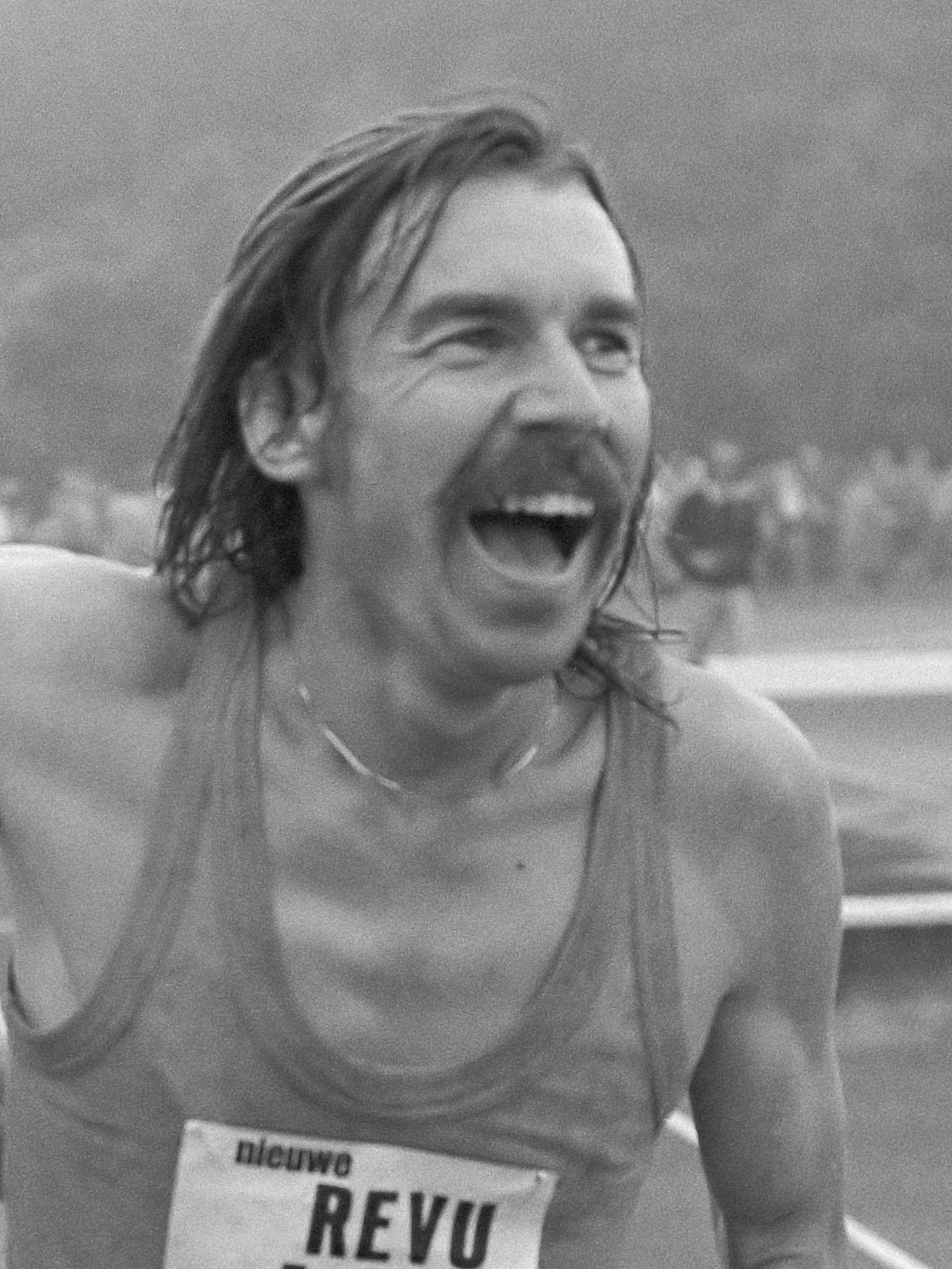
Дик Квакс

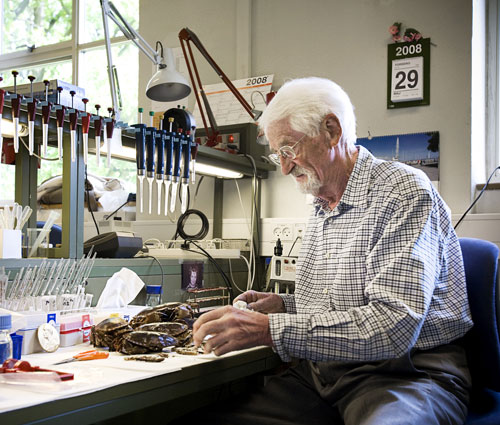
Йенс Скоу

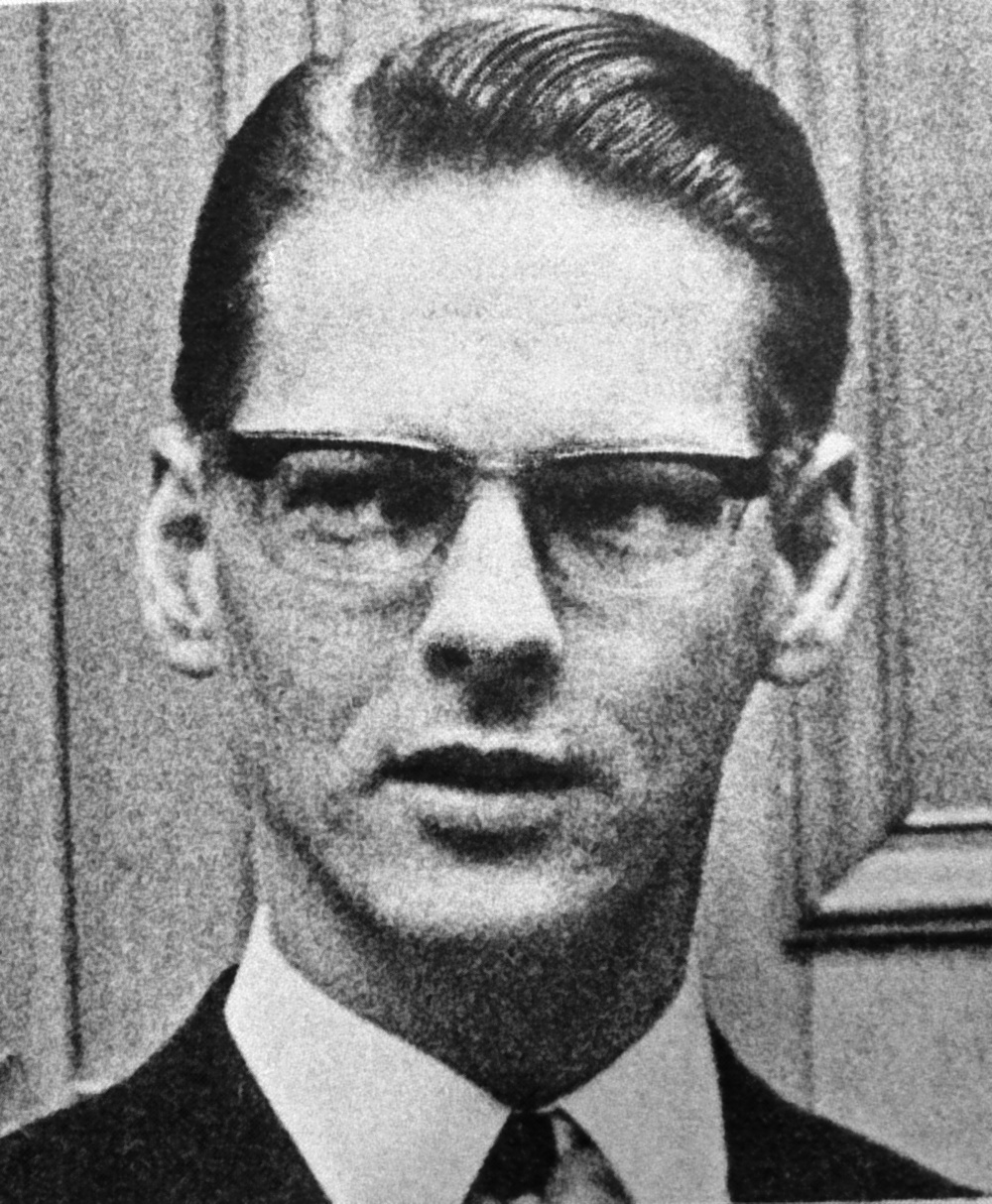
Ула Ульстен

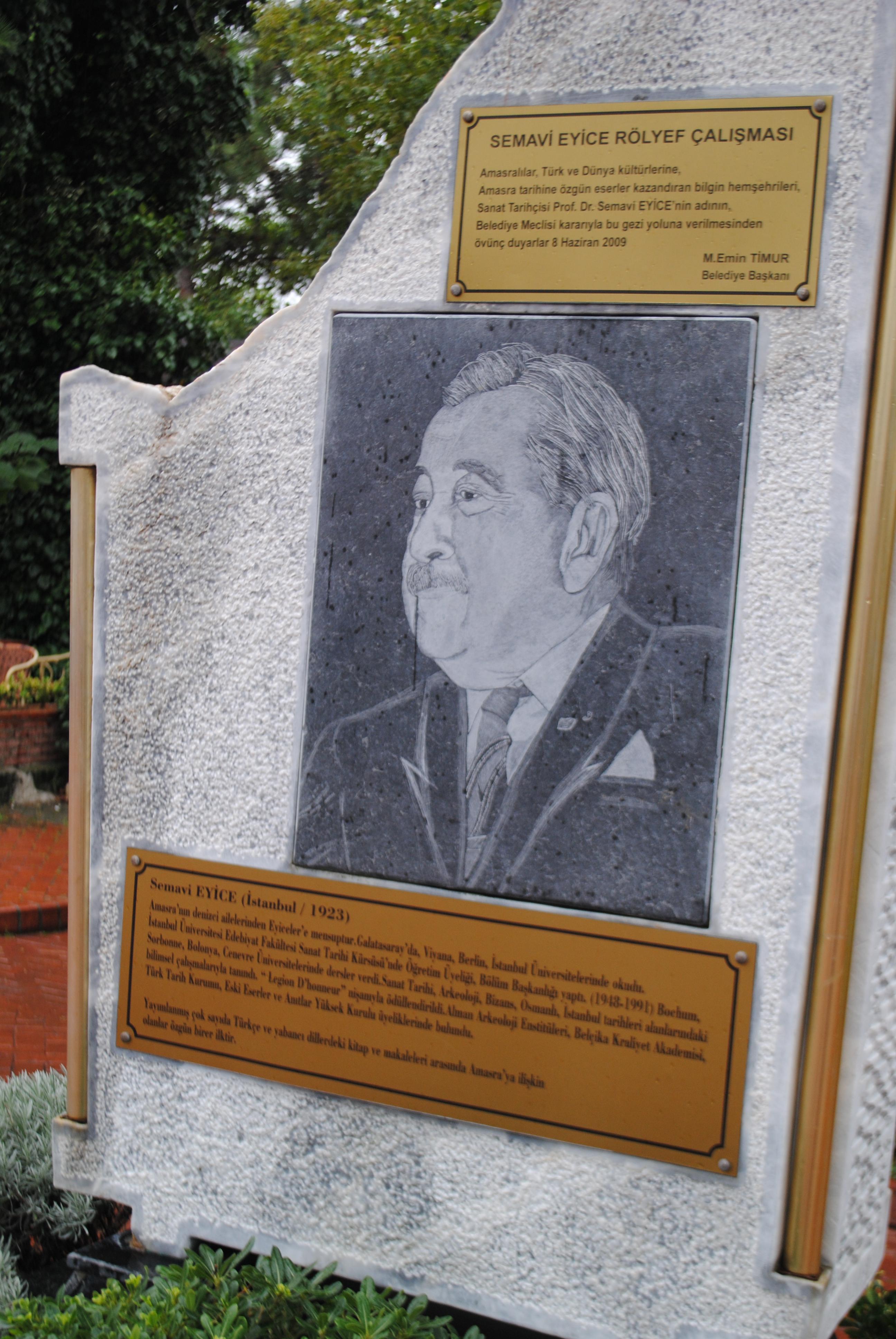
Семави Эйидже

- Богородский, Евгений Александрович (85) — советский и российский журналист, главный редактор газеты «Рабочий край» (Иваново), заслуженный работник культуры Российской Федерации[30].
- Богуславская, Татьяна Борисовна (97) — советский и российский хирург, доктор медицинских наук, профессор кафедры оперативной хирургии и топографической анатомии Первого Московского государственного медицинского университета имени И. М. Сеченова[31].
- Борисов, Валерий Борисович (79 или 80) — советский и российский журналист, корреспондент Гостелерадио СССР[32].
- Дассо, Серж (93) — французский миллиардер, владелец компании Dassault Group, сын миллиардера Марселя Дассо[33].
- Кальной, Дмитрий Павлович (90) — советский и украинский музейный деятель, основатель и первый директор Полтавского музея авиации и космонавтики[34].
- Карузо, Пиппо (82) — итальянский композитор, дирижёр, аранжировщик и продюсер[35].
- Квакс, Дик (70) — новозеландский легкоатлет, серебряный призёр летних Олимпийских игр 1976 года в Монреале[36].
- Купер, Нейл (54) — шотландский футболист, обладатель Кубка обладателей кубков УЕФА 1982/1983 и Суперкубка УЕФА (1983) в составе «Абердина»[37].
- Махмудов, Мурад Набиевич (88) — советский и азербайджанский учёный, доктор технических наук (1975), профессор[38].
- Пальм, Мати (76) — советский и эстонский оперный и камерный певец (бас-баритон), педагог, народный артист Эстонской ССР, лауреат Государственной премии СССР[39].
- Прадера, Мария Долорес (93) — испанская эстрадная певица и киноактриса[40].
- Рашкин, Юрий Леонидович (72) — советский и российский актёр театра и кино, режиссёр, сценарист, артист театра «Современник» (1967—1973)[41].
- Рокуэлл, Рэйчел (49) — американский театральный режиссёр и хореограф[42].
- Скоу, Йенс (99) — датский химик, лауреат Нобелевской премии по химии (1997)[43].
- Ульстен, Ула (86) — шведский политический деятель, премьер-министр Швеции (1978—1979).
- Утикеева, Эльвира Александровна (76) — советская и российская актриса, заслуженная артистка России (1998)[44].
- Фрэнсис, Корнелия (77) — английская и австралийская актриса[45].
- Хорват, Стеван (85) — югославский борец греко-римского стиля, серебряный призёр летних Олимпийских игр в Мехико (1968)[46].
- Чарквиани, Павле Константинович (83) — советский и грузинский кинорежиссёр и киносценарист[47].
- Эйидже, Семави (95) — турецкий искусствовед, педагог и археолог[48].

## 27 мая

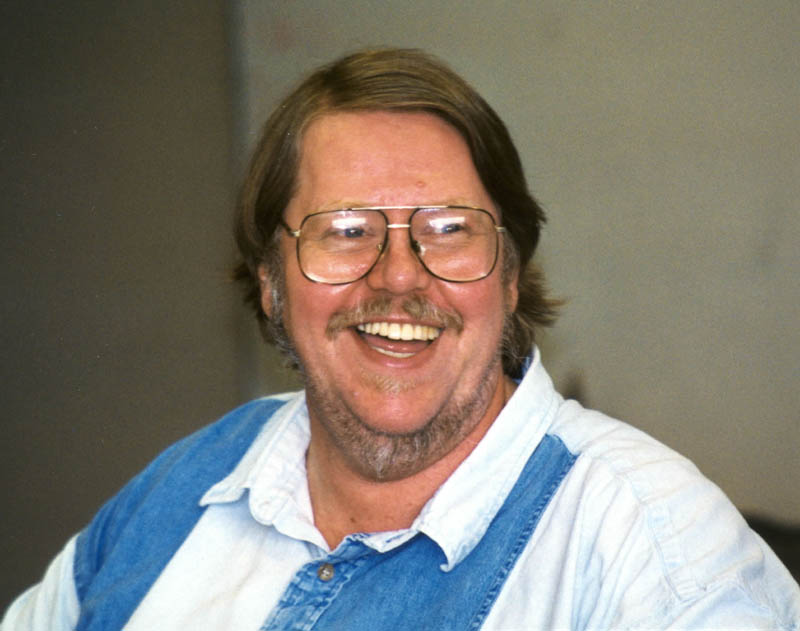
Гарднер Дозуа

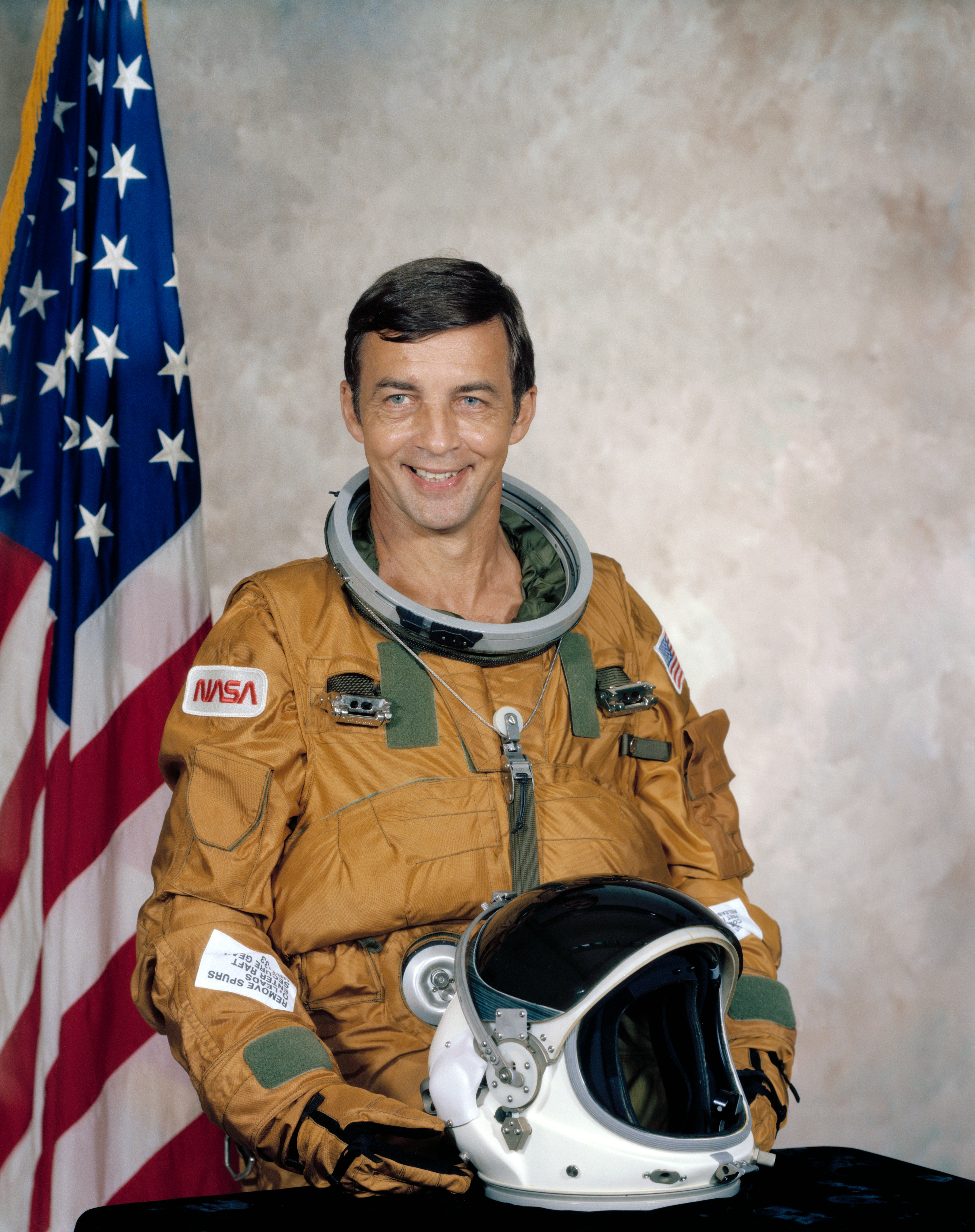
Дональд Херод Питерсон

- Дозуа, Гарднер (70) — американский писатель-фантаст[49].
- Лотфи, Али (82) — египетский экономист и политический деятель, премьер-министр Египта (1985—1986)[50].
- Питерсон, Дональд Херод (84) — американский астронавт (STS-6)[51].
- Рибейра, Хулио — испанский художник[52].

## 26 мая

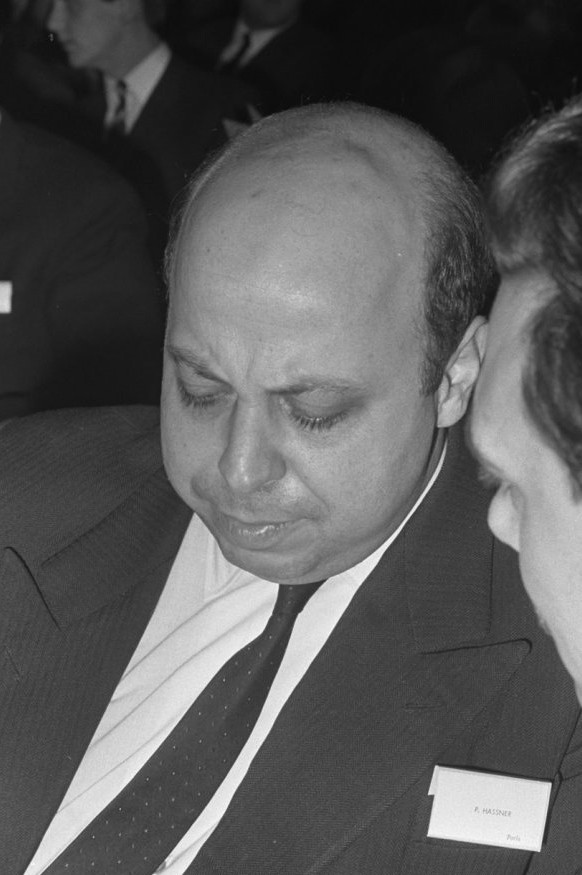
Пьер Аснер

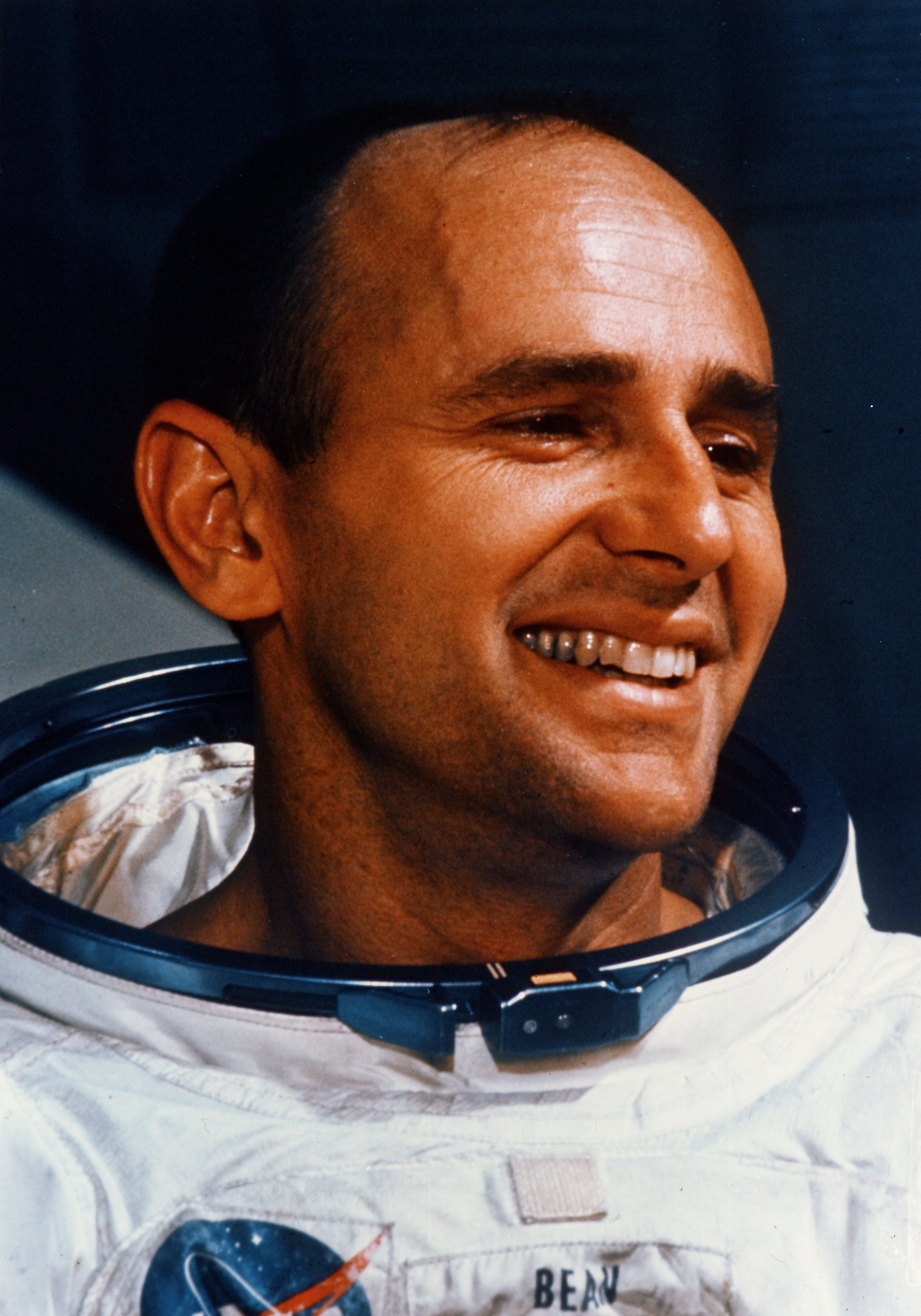
Алан Бин

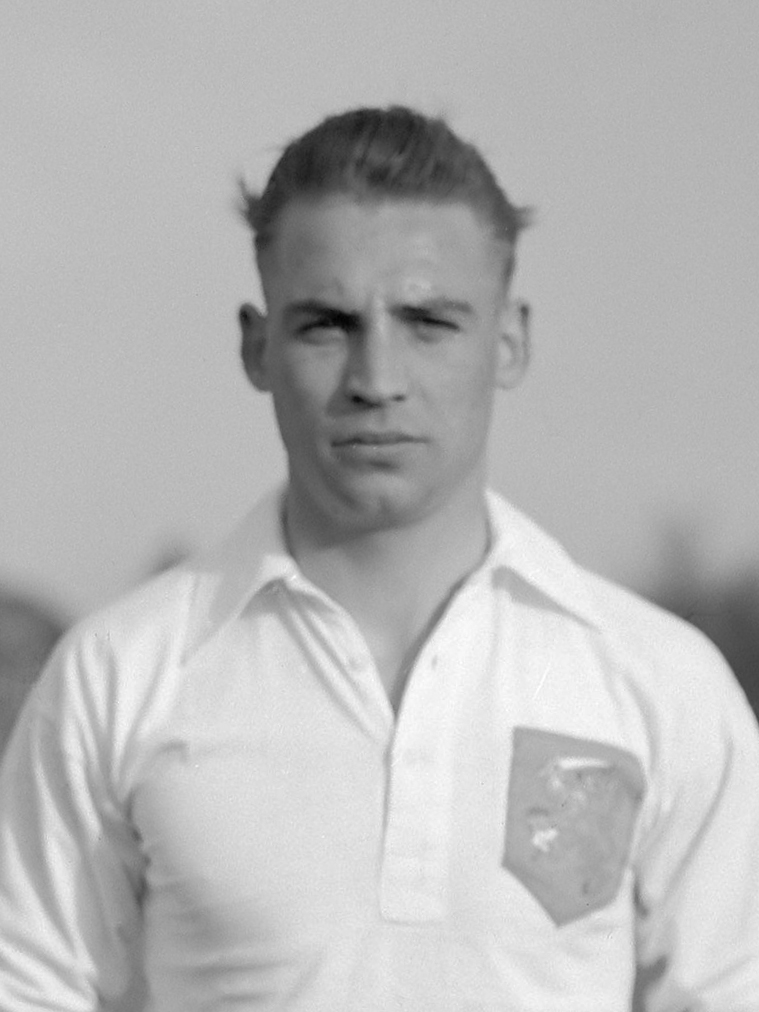
Герард Керкюм

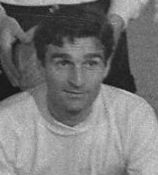
Роже Пьянтони

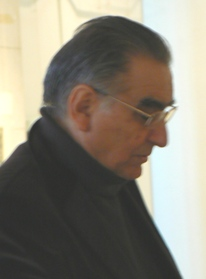
Светлин Русев

- Аснер, Пьер (85) — французский политический философ, эксперт по международным отношениям[53].
- Бельмар, Пьер (88) — французский писатель, сценарист и актёр[54].
- Бин, Алан (86) — американский астронавт, участник второй лунной экспедиции[55].
- Ван Дахун (100) — тайваньский архитектор[56] Архивная копия от 30 мая 2018 на Wayback Machine.
- Дебни, Тед (80) — американский бизнесмен, сооснователь компании Atari[57].
- Жирков, Семён Гаврильевич (95) — советский организатор сельскохозяйственного производства, директор совхоза им. П.Алексеева Якутской АССР (1967—1989), депутат Верховного Совета СССР 8-го созыва[58].
- Калим, Мазхар (75) — пакистанский писатель[59].
- Керкюм, Герард (87) — нидерландский футболист[60].
- Ксенский, Збигнев (64) — польский шахматист, международный мастер.
- Маринин, Александр Михайлович (78) — советский и российский географ, заслуженный работник высшей школы Российской Федерации (2003)[61].
- Мотиеи, Насар Малек (78) — иранский актёр и режиссёр[62].
- Пасенюк, Леонид Михайлович (91) — советский и российский писатель, автор произведений о Камчатке[63].
- Пьянтони, Роже (86) — французский футболист[64].
- Русев, Светлин (84) — болгарский художник, иконописец и педагог, коллекционер живописи[65].
- Сампере, Мариус (89) — испанский поэт[66].
- Сойка, Богдан-Борис Петрович (79) — советский и украинский художник[67].
- Чжан, Клемент (89) — тайваньский учёный и политический деятель[68].
- Шаш, Иштван (71) — венгерский кинорежиссёр[69].

## 25 мая

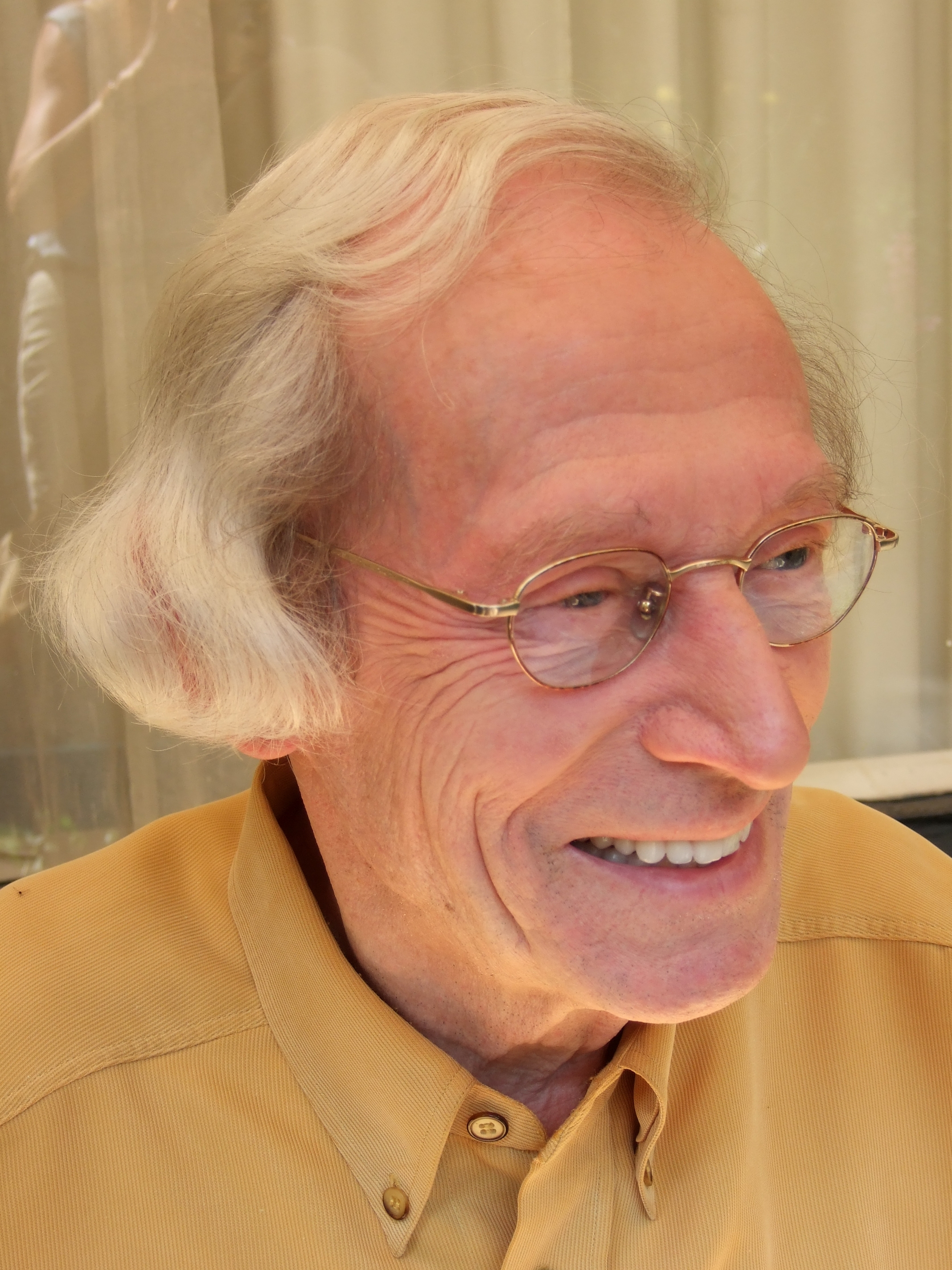
Пит Кее

Валерий Лукьянов

- Грациани, Серджо (87) — итальянский актёр[70].
- Ингл, Брэндан (77) — британский тренер по боксу[71].
- Кее, Пит (90) — нидерландский композитор и органист, сын органиста Кора Кее[72].
- Коул, Десмонд Торн (95) — южноафриканский ботаник, лингвист, занимающийся изучением африканских языков[3] и доктор литературы[73].
- Лебедев, Виктор Борисович (72) — советский и российский учёный в области моделирования сложных систем, доктор технических наук, профессор [?].
- Лукьянов, Валерий Семёнович (90) — священнослужитель Русской православной церкви заграницей, протопресвитер, многолетний настоятель Александро-Невского собора в городе Хауэлл, Нью-Джерси, США[74].
- Пувак, Хильдегард (69) — румынский государственный деятель, министр Европейской интеграции (2000—2003)[75].
- Урдапиллета, Эмилио (94) — аргентинский киноактёр[76].
- Фрэнсис, Дин (44) — британский профессиональный боксёр, чемпион Европы[77].
- Ярешко, Александр Сергеевич (74) — советский и российский музыковед, фольклорист-исследователь, профессор, доктор искусствоведения[78].

## 24 мая

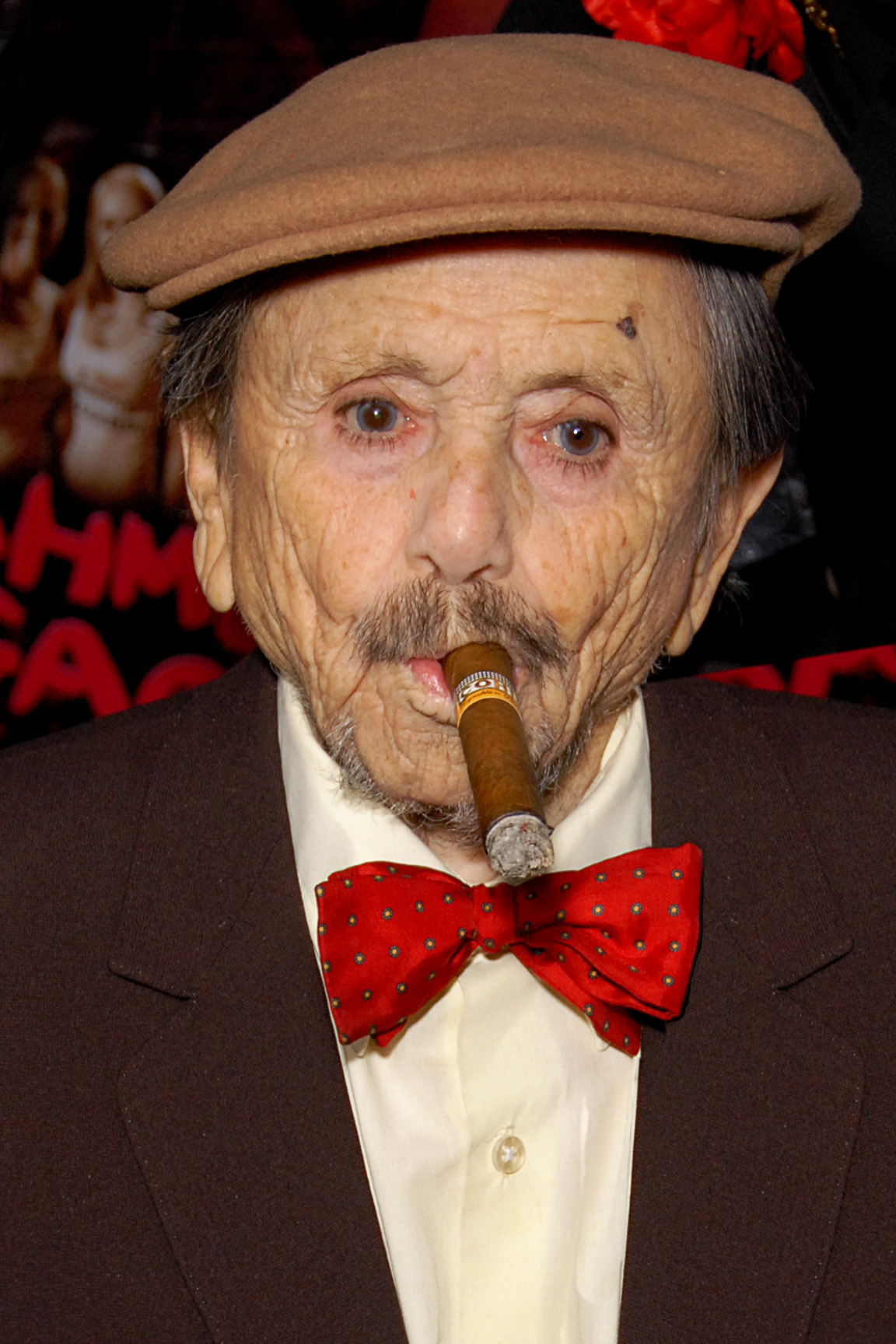
Джерри Марен

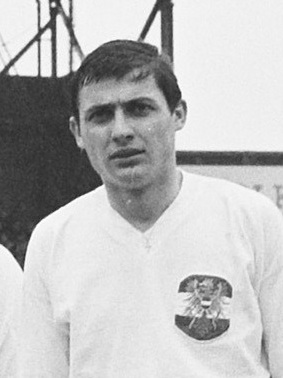
Хорст Хирншродт

- Бакши, Зоровар Чанд (96) — генерал-лейтенант индийской армии, участник Второй мировой войны и Индо-пакистанской войны (1965)[79].
- Бондаренко, Евгений Николаевич (78) — советский и российский футболист и тренер («Металлург» Липецк), мастер спорта СССР[80].
- Бурвиц, Гудрун (88) — немецкая неонацистка, дочь Генриха Гиммлера[81].
- Гоневски, Валентин — болгарский телевизионный режиссёр и оператор[82].
- Диабате, Кассе Мади (69) — малийский эстрадный певец[83].
- Зузолин, Александр Васильевич (69) — советский и российский боксёр и тренер, мастер спорта СССР[84].
- Карпов, Евгений Акимович (69) — начальник связи Вооружённых Сил РФ — заместитель начальника Генерального штаба Вооружённых Сил РФ (2005—2008), генерал-полковник (2004)[85].
- Марен, Джерри (98) — американский актёр[86].
- Микая, Мушни Иродович (86) — советский и абхазский поэт[87].
- Носков, Виктор Борисович (72) — советский и российский учёный в области космической медицины, доктор медицинских наук[88].
- Хирншродт, Хорст (77) — австрийский футболист[89].
- Христофоров, Иван Иванович (83) — советский и российский чувашский певец[90].

## 23 мая

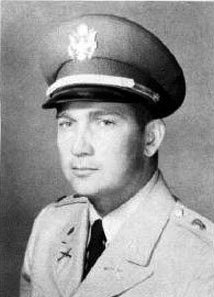
Луис Посада Каррилес

- Куценко, Юрий Михайлович (66) — советский и российский многоборец, серебряный призёр Олимпийских игр 1980 года в Москве[91].
- Паро, Жан-Франсуа (71) — французский дипломат и писатель[92].
- Посада Каррилес, Луис (90) — кубинский террорист[93].
- Пек, Ричард (84) — американский писатель, лауреат медали Джона Ньюбери (2001)[94].
- Робен, Даниэль (74) — французский вольный и греко-римский борец, двукратный серебряный призёр Олимпийских игр 1968 года в Мехико, чемпион мира и Европы[95].
- Слепков, Вениамин Алексеевич (48) — российский писатель и журналист[96].
- Таори, Ласло (86) — венгерский легкоатлет, мировой рекордсмен в беге на 1500 метров 1955[97].
- Шишкин, Евгений Изотович (93) — советский разведчик, генерал-майор (1974) [?].

## 22 мая

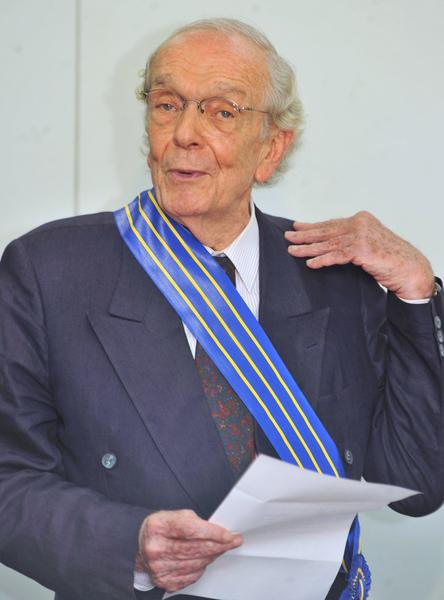
Алберту Динис

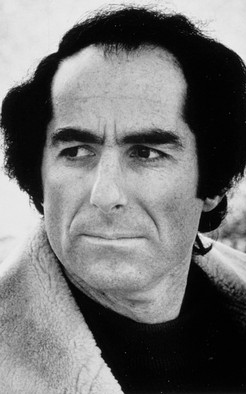
Филип Рот

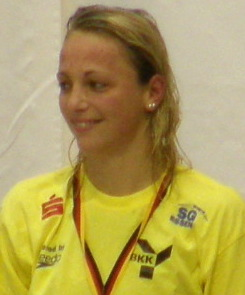
Даниэла Самульски

- Ахмед, Тазин (45) — бангладешская актриса[98].
- Гришин, Виктор Иванович (81) — советский и российский военачальник, командующий войсками Прибалтийского военного округа (1987—1989), генерал-полковник (1987)[99].
- Динис, Алберту (86) — бразильский журналист и писатель[100].
- Евангел (Галанис) (90) — епископ Константинопольской православной церкви, митрополит Пергийский, ипертим и экзарх Памфилии[101].
- Жумагалиев, Сартай Жумагалиевич (80) — комбайнёр совхоза «Булакский» Казахской ССР, Герой Социалистического Труда (1982)[102].
- Ивакин, Глеб Юрьевич (71) — советский и украинский археолог, доктор исторических наук, член-корреспондент НАНУ[103].
- Пискарёв, Виктор Алексеевич (89) — советский и белорусский государственный деятель, министр внутренних дел Белорусской ССР (1984—1990), заслуженный юрист Республики Беларусь, генерал-лейтенант внутренней службы (1984)[104].
- Помар, Жулиу (92) — португальский художник[105].
- Рот, Филип (85) — американский писатель, лауреат Пулитцеровской премии (1998) и Международной Букеровской премии (2011)[106].
- Самульски, Даниэла (33) — немецкая пловчиха, двукратная чемпионка Европы (2006, 2010)[107].
- Сунг, Элизабет (63) — американская актриса[108].

## 21 мая

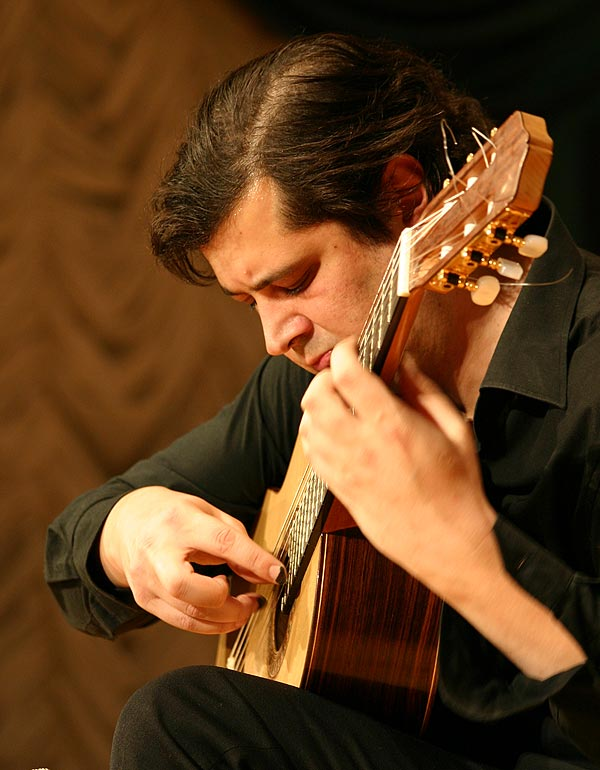
Алексей Зимаков

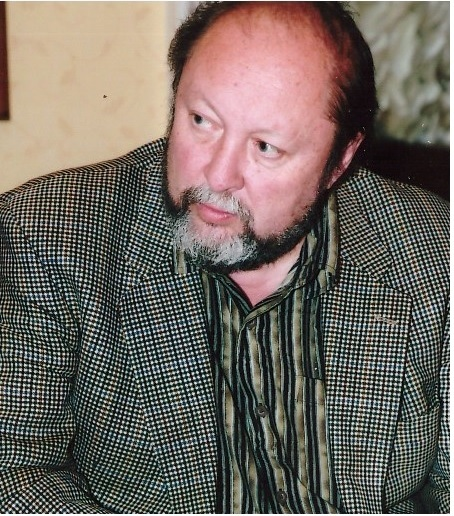
Александр Иванкин

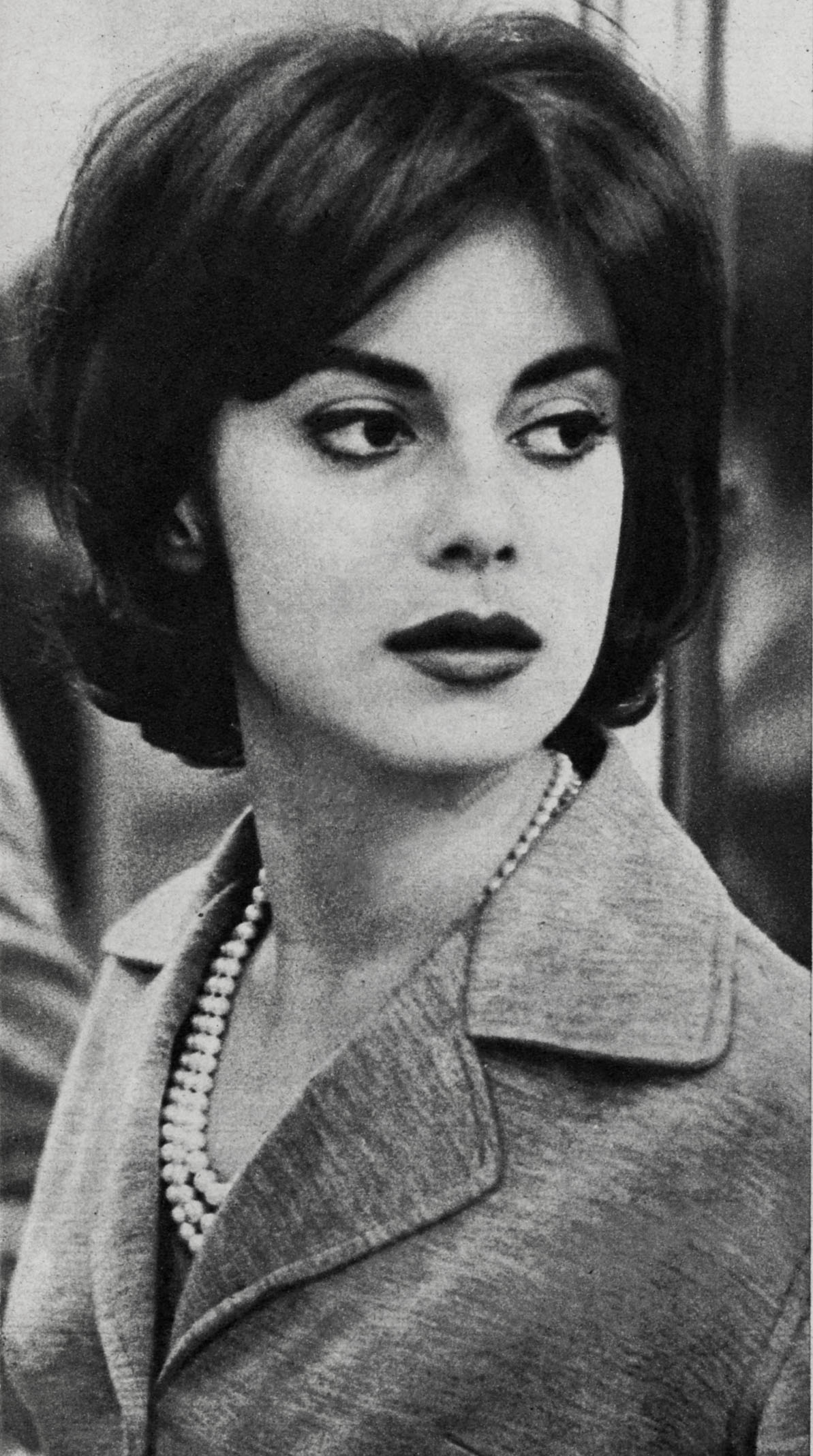
Анна-Мария Ферреро

- Агейчев, Игорь (39) — российский журналист и писатель[109].
- Арно, Антонио (82) — португальский поэт и государственный деятель, министр социальных дел (1978)[110].
- Аскольдов, Александр Яковлевич (85) — советский и российский писатель и режиссёр[111].
- Бикулов, Нурхатим Зарифович (81) — советский и российский художник [?].
- Браттстрём, Ингрид (97) — шведская писательница[112].
- Грызун, Анатолий Филиппович (69) — украинский поэт[113].
- Ежков, Анатолий Павлович (71) — деятель российских спецслужб, заместитель директора ФСБ России (2001—2004), генерал-полковник в отставке[114].
- Зимаков, Алексей Викторович (47) — российский гитарист, лауреат всероссийских и международных конкурсов[115].
- Иванкин, Александр Юльевич (65) — российский режиссёр-теледокументалист, сценарист и кинопродюсер, педагог[116].
- Кель, Адам Дарио (93) — швейцарский фигуративный художник, график и скульптор[117].
- Коваленко, Валерий Александрович (78) — советский и российский философ, доктор философских наук, профессор (1998), специалист в области философии творчества, аксиологии[118].
- Махмудов, Амир Губаевич (70) — советский и российский татарский писатель и литературовед, исследователь творчества Мусы Джалиля[119].
- Невпряга, Николай Тимофеевич (92) — участник Великой Отечественной войны, Герой Советского Союза (1945)[120].
- Снодди, Гленн (96) — американский «отец» рок-н-ролльного звука, изобретатель фузза[121].
- Тенорио, Педро (84) — американский государственный деятель, губернатор Северных Марианских Островов (1982—1990, 1998—2002)[122].
- Триантафилидис, Василис (78) — греческий актёр-комик[123].
- Уокер, Клинт (90) — американский актёр[124].
- Фазиль, Мухаммад (92) — пакистанский легкоатлет (спринтерский бег), участник Летних Олимпийских игр в Хельсинки 1952 года[125].
- Ферреро, Анна-Мария (84) — итальянская актриса[126].
- Чернышёв, Сергей Васильевич (78) — советский и российский кинооператор-документалист, заслуженный деятель искусств РСФСР (1987)[127].
- Юдина, Илона Викторовна (33) — украинская паралимпийская спортсменка по волейболу сидя, бронзовый призёр Летних Паралимпийских игр в Лондоне 2012 года[128].

## 20 мая

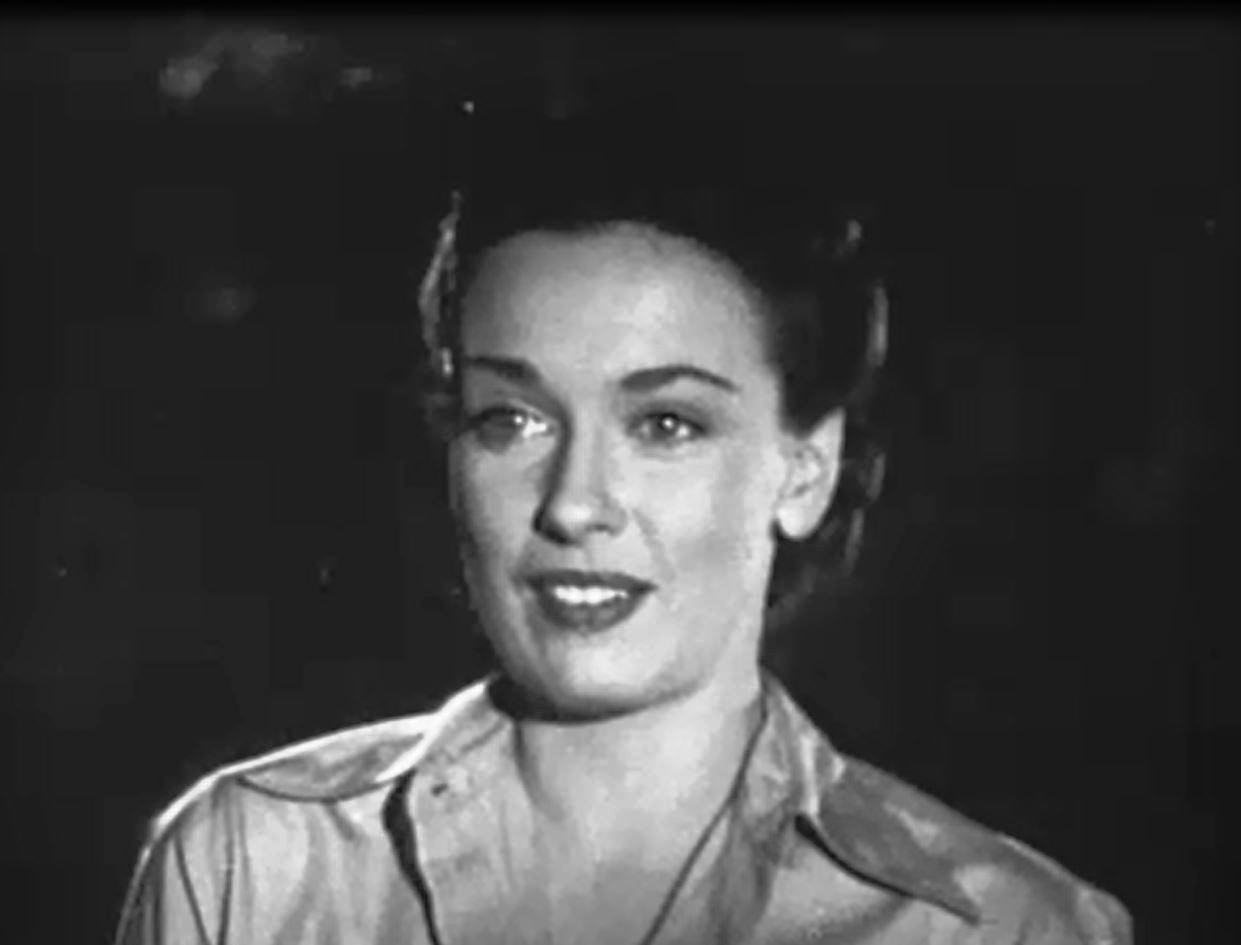
Патриша Морисон

- Ан, Дмитрий Иванович (79) — советский футболист, нападающий ташкентского «Пахтакора» (1962—1963)[129].
- Ангелакова, Христина (73) — болгарская оперная певица, директор Софийской национальной оперы (2001—2004)[130].
- Аннибале, Антонио (78) — итальянский футболист[131].
- Брабец, Ярослав (68) — чехословацкий легкоатлет, победитель чемпионата Европы по лёгкой атлетике в помещении в Роттердаме (1973) в толкании ядра[132].
- Голд, Билл (97) — американский художник кино[133].
- Ку Бон Му (73) — южнокорейский бизнесмен, председатель компании LG Group[134].
- Мошков, Вячеслав Михайлович (73) — советский и российский художник-реставратор, заслуженный художник Российской Федерации[135].
- Морисон, Патриша (103) — американская актриса и певица[136].
- Петков, Георгий (63) — македонский альпинист, участник покорения Эвереста[137].
- Хассанан, Али (93) — ливийский государственный деятель, министр иностранных дел Королевства Ливия (1969)[138].
- Шнебель, Дитер (88) — германский композитор[139].

## 19 мая

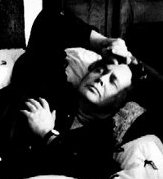
Роберт Индиана

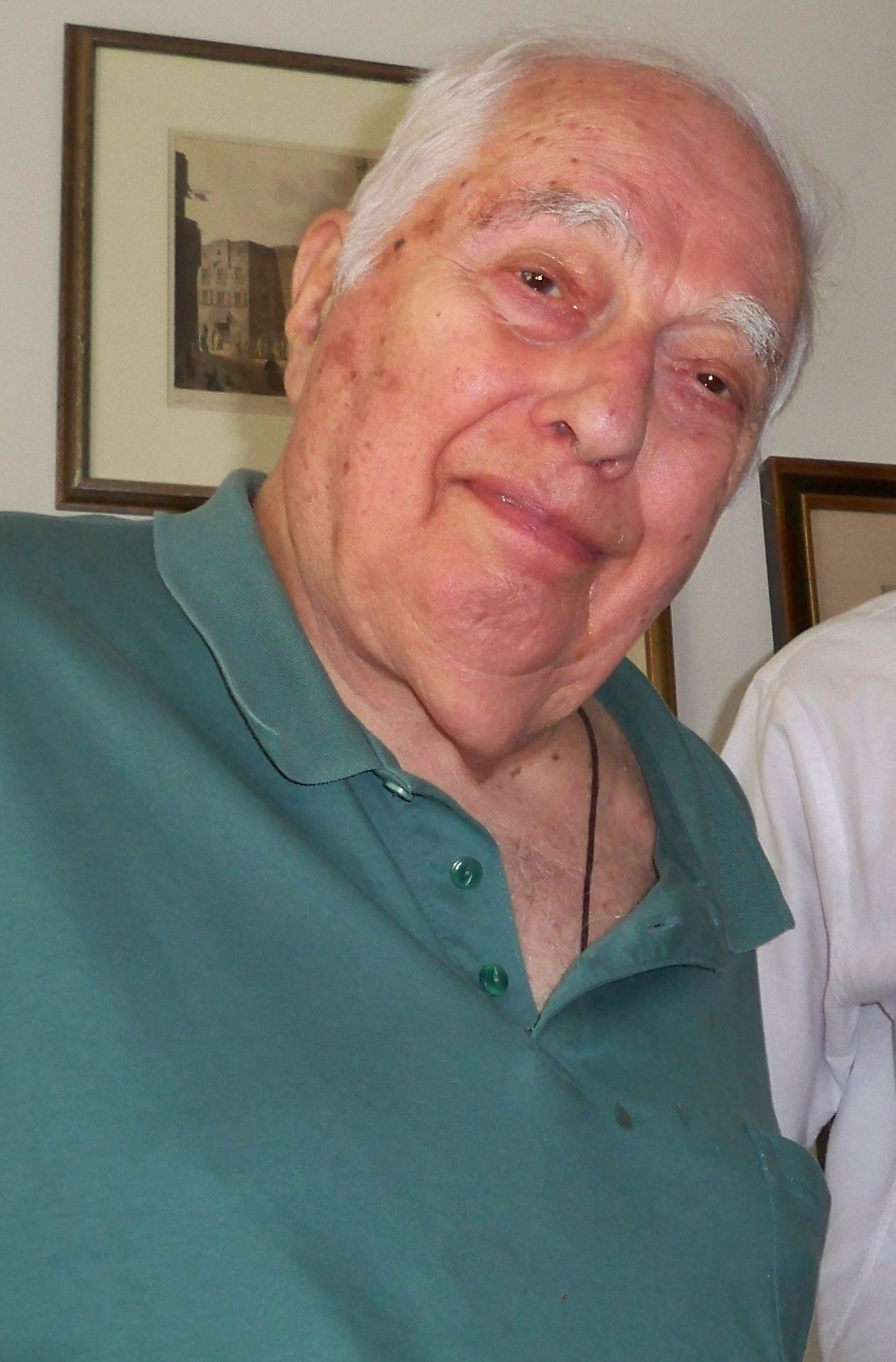
Бернард Льюис

- Джарир, Хуман (73) — марокканский футболист, участник чемпионата мира по футболу (1970)[140].
- Джриби, Майя (58) — тунисский политик, генеральный секретарь Республиканской партии (2012—2017)[141].
- Заиров, Мухиддин Заирович (87) — советский и таджикский государственный и общественный деятель, министр сельского хозяйства Таджикской ССР (1973—1982), первый секретарь Горно-Бадахшанского обкома Компартии Таджикистана (1982—1987)[142].
- Индиана, Роберт (89) — американский художник, представитель движения поп-арт[143].
- Иноятова, Василя (62) — узбекистанская правозащитница и диссидентка[144].
- Кассар, Джозеф (71) — мальтийский дипломат, посол в Португалии, Италии, Ливии и Российской Федерации[145].
- Лукас, Регги (65) — американский музыкант, автор песен и музыкальный продюсер[146].
- Льюис, Бернард (101) — британский и американский историк, востоковед[147].
- Полозова, Тамара Дмитриевна (89) — советский и российский педагог, профессор, член-корреспондент Российской академии образования [?].
- Холл, Харви (77) — американский бизнесмен и политик, мэр Бейкерсфилда (2001—2017)[148].
- Чжэнчжан Шанфан (84) — китайский лингвист[149].

## 18 мая

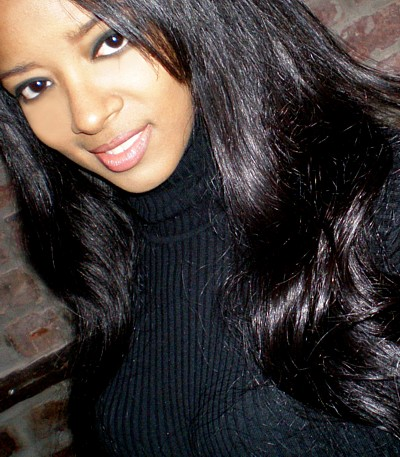
Стефани Адамс

- Адамс, Стефани (47) — американская фотомодель, писательница и ЛГБТ-активистка; самоубийство[150].
- Аль-Рави, Айяд Футайих (75 или 76) — иракский военный деятель, генерал армии Ирака it:Ayad Futayyih Al-Rawi.
- Алёхин, Алексей Петрович (88) — российский юрист, доктор юридических наук, профессор, заведующий кафедрой административного права юридического факультета МГУ им. М. В. Ломоносова, заслуженный юрист Российской Федерации (2000)[151].
- Антонов, Алексей Константинович (62) — российский писатель, поэт и драматург, преподаватель Литературного института[152].
- Беликов, Станислав Яковлевич (80) — советский футболист («Зенит» Ленинград) и тренер, мастер спорта СССР (1961), заслуженный тренер России (1991)[153].
- Загороднюк, Юрий Иванович (68) — российский скрипач, солист симфонического оркестра Мариинского театра, заслуженный артист Российской Федерации (1996)[154].
- Каноат, Мумин (86) — советский и таджикский поэт, народный поэт Таджикистана[155].
- Каррик, Джон (99) — австралийский государственный деятель, министр образования (1975—1979)[156].
- Кобеля, Детлеф (74) — серболужицкий композитор и музыковед[157].
- Кунгуров, Владислав (46) — российский поэт, создатель жанра «стихов-пирожков»[158].
- Степанов, Владимир Валентинович (58) — российский общественный деятель, ректор Сибирского университета потребительской кооперации (с 2011)[159].
- Уотерс, Трой (53) — австралийский боксёр.
- Фаустов, Василий Алексеевич (87) — советский промышленный и государственный деятель, генеральный директор завода «КАМАЗ» (1981—1987)[160].

## 17 мая

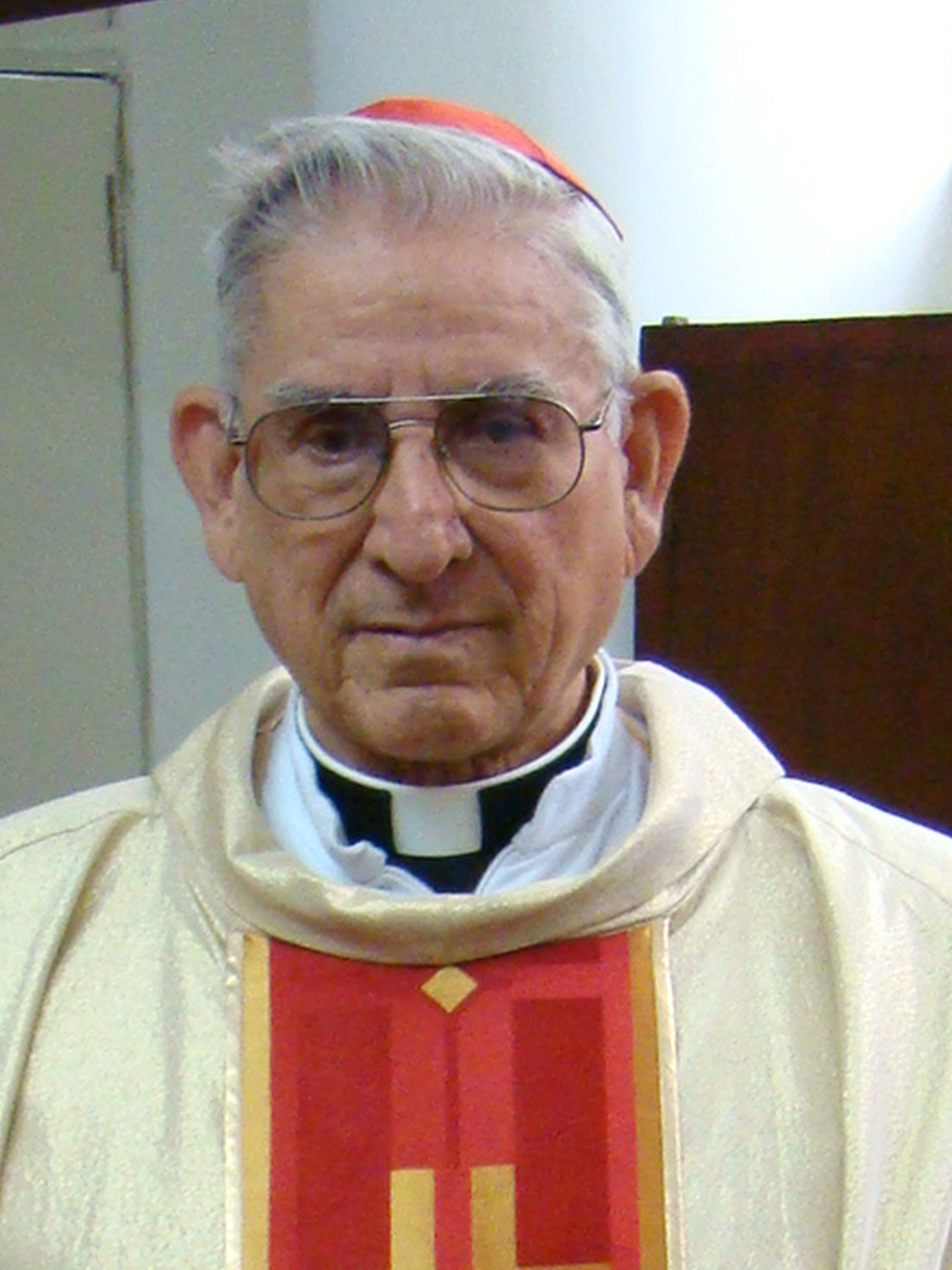
Дарио Кастрильон Ойос

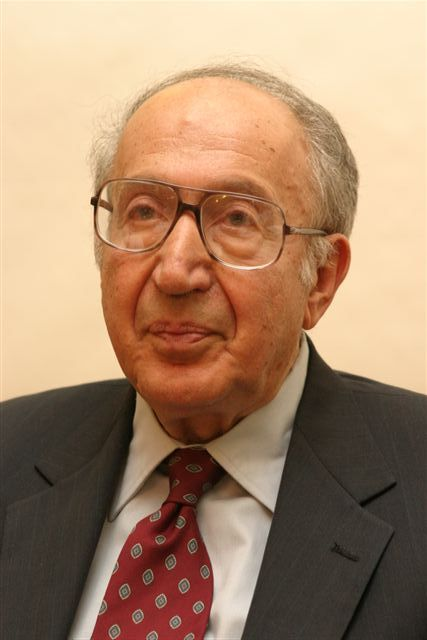
Ричард Пайпс

- Вялков, Анатолий Иванович (69) — российский деятель здравоохранения, академик РАМН (2005—2013), академик РАН (2013)[161].
- Зубарь, Александр Сергеевич (42) — российский спортсмен-паралимпиец по стрельбе из лука, чемпион России, мастер спорта международного класса[162].
- Кастрильон Ойос, Дарио (88) — колумбийский кардинал, титулярный епископ Вилла дель Ре и коадъютор епархии Перейра (1971—1976), епископ Перейры (1976—1992)[163].
- Мацеевский, Мацей (103) — польский киноактёр[164].
- Пайпс, Ричард (94) — американский учёный, доктор философии по истории, профессор, советник американских президентов[165].
- Рийсман, Майт Аугустович (61) — советский ватерполист, тренер, чемпион летних Олимпийских игр в Москве (1980), заслуженный мастер спорта СССР (1980)[166].
- Фонтен, Николь (76) — французский государственный и политический деятель, председатель Европейского парламента (1999—2002)[167].
- Хоси, Юрико (74) — японская киноактриса[168].

## 16 мая

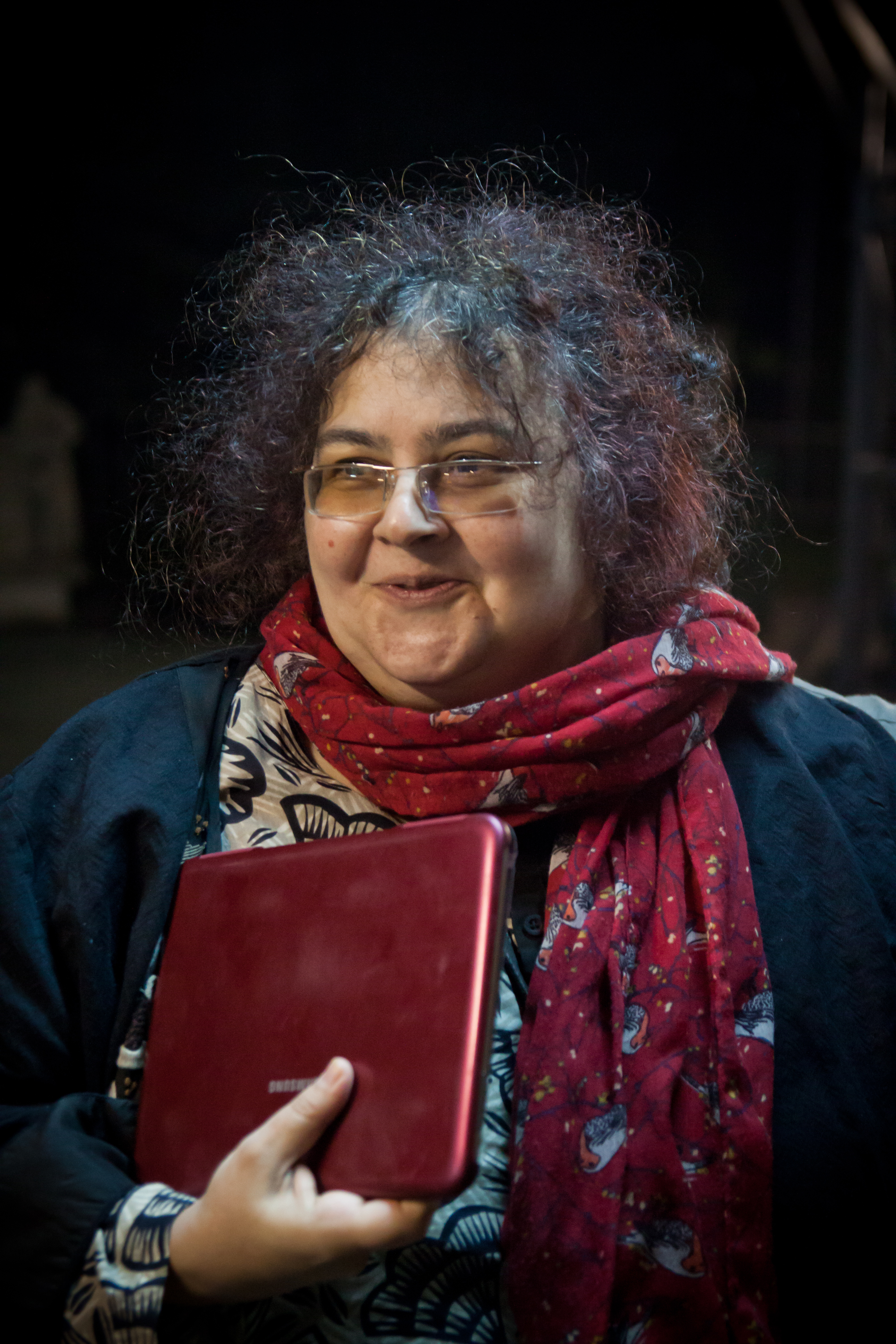
Елена Гремина

- Бреда, Ференц (62) — венгерский писатель[169].
- Гремина, Елена Анатольевна (61) — российский сценарист, режиссёр и драматург, жена Михаила Угарова[170].
- Гриффин, Мириам (82) — американский историк[171].
- Жуанне, Жерар (85) — французский композитор и пианист[172].
- Кампанелла, Джозеф (93) — американский киноактёр[173].
- Мафалда, Элоиза (93) — бразильская актриса[174].
- Пак, Сергей Григорьевич (87) — советский и российский инфекционист, член-корреспондент РАМН (2000—2014), член-корреспондент РАН (2014), заслуженный деятель науки Российской Федерации[175].
- Пинтилие, Лучиан (84) — румынский режиссёр театра и кино, писатель, актёр[176].
- Пузанков, Дмитрий Викторович (73) — советский и российский специалист в области разработки средств вычислительной техники, доктор технических наук, профессор, ректор ЛЭТИ (1998—2009)[177].
- Савинов, Владимир Борисович (66) — советский и российский писатель и литературовед[178].
- Сайдзё, Хидеки (63) — японский певец[179].
- Шлемов, Анатолий Фёдорович (68) — российский вице-адмирал, начальник Управления кораблестроения ВМФ, сын Фёдора Шлемова[180].

## 15 мая

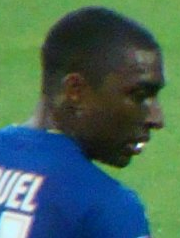
Джей-Ллойд Сэмюэл

- Балакумаран (71) — индийский тамильский писатель[181].
- Васильев, Ерофей Корнеевич (70) — советский и российский солист оперетты, артист Иркутского музыкального театра (1975—2014), заслуженный артист РСФСР (1991)[182].
- Громыко, Татьяна Матвеевна (69) — советский и российский художник-дизайнер[183].
- Калумба, Уилсон (53—54) — замбийский политик, мэр Лусаки (с 2016)[184].
- Лават, Хосе (69) — мексиканский актёр[185].
- Лами, Жан-Клод (76) — французский журналист и писатель[186].
- Омар, Элиас (82) — малайзийский политик, мэр Куала-Лумпура (1981—1992)[187].
- Польский, Юрий Ехилевич (86) — советский и российский физик, доктор физико-математических наук, профессор радиотехнического факультета Казанского авиационного института, заслуженный деятель науки РФ[188].
- Саломов, Ислом (77) — советский и таджикский актёр и театральный режиссёр[189].
- Сэмюэл, Джей-Ллойд (37) — английский и тринидадский футболист; ДТП[190].
- Уилсон, Рэймон (83) — британский футболист, защитник, игрок сборной Англии, чемпион мира 1966 года[191].
- Христиан, Хоупфул (Нейвилл Купер) (92) — новозеландский евангелист, основатель Глориавейла[192].
- Чуйко, Владимир Алексеевич (81) — советский и российский организатор лесопромышленного производства[193].

## 14 мая

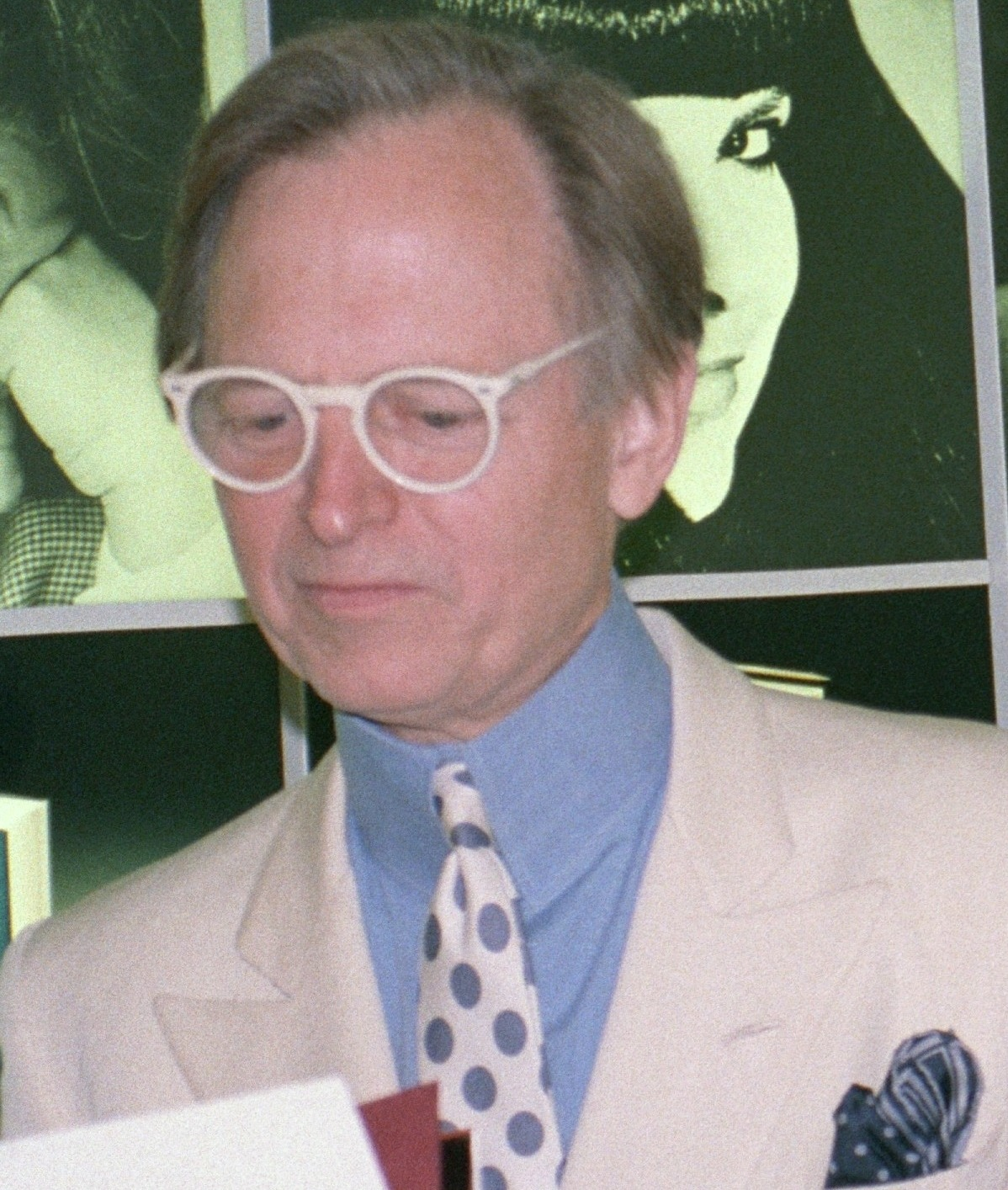
Том Вулф

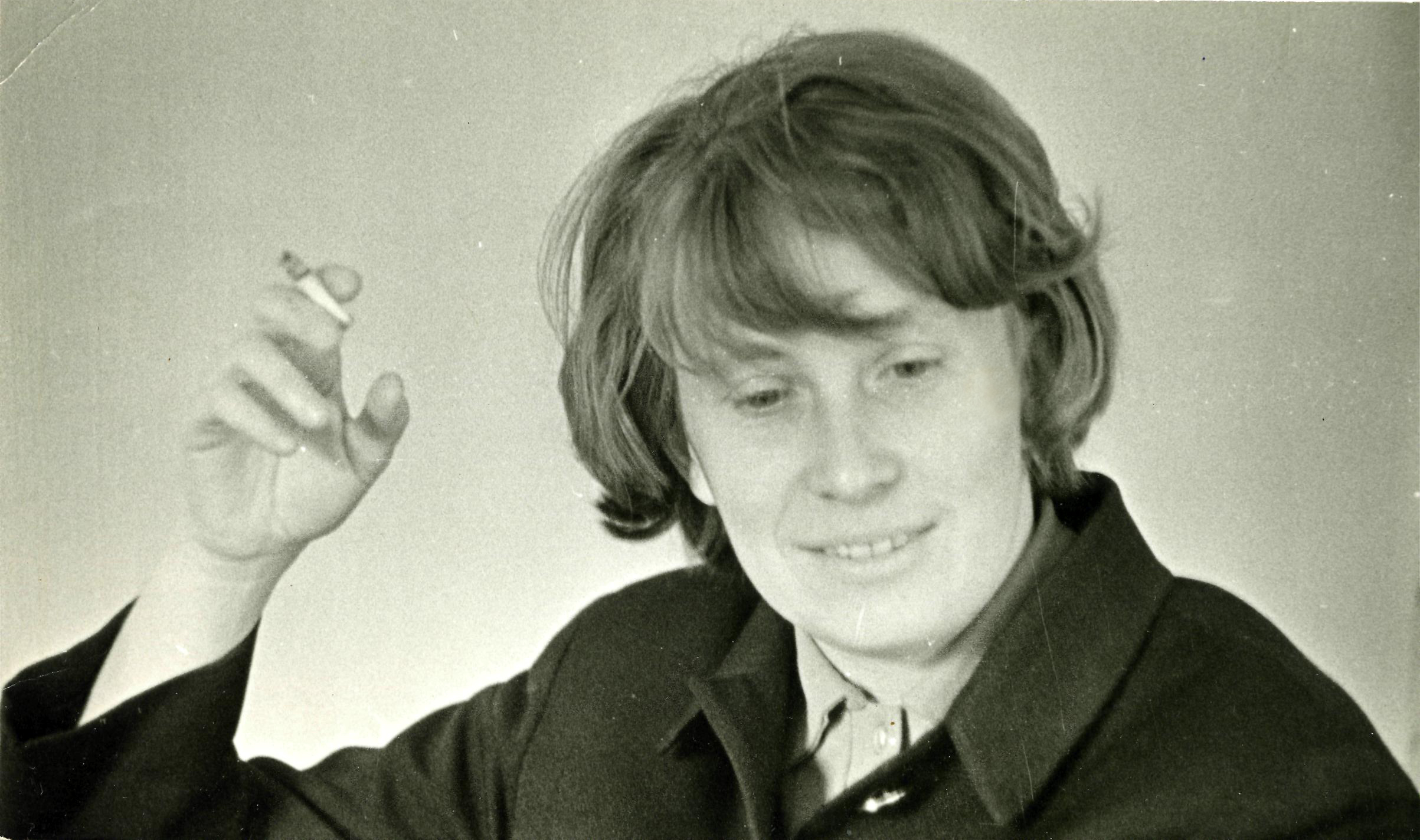
Надежда Гашева

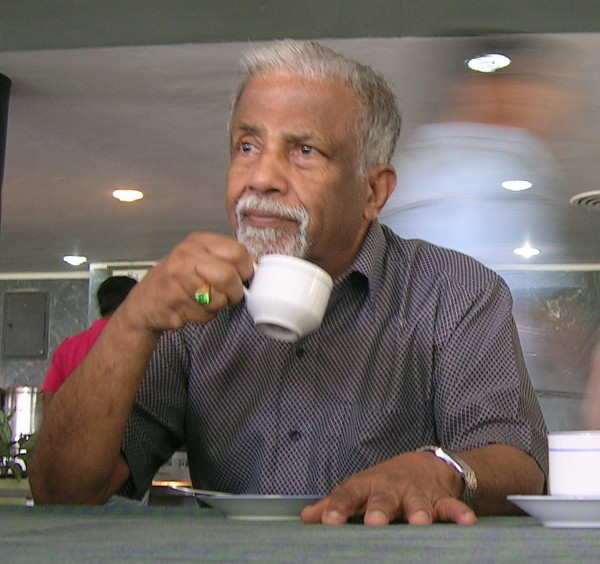
Джордж Сударшан

- Айрапетян, Левон Михайлович (74) — армянский тренер по самбо[194]
- Бирн, Питер (90) — американский актёр[195].
- Вулф, Том (87) — американский журналист и писатель, пионер направления «новая журналистика» в литературе[196].
- Вэнс, Уильям (82) — бельгийский художник комиксов[197].
- Гашева, Надежда Николаевна (77) — редактор художественной литературы Пермского книжного издательства, журналист, литературный критик[198].
- Занд, Михаил Исаакович (91) — советский и израильский востоковед и диссидент[199].
- Звислоцкий, Юзеф (96) — польский физик, психоакустик[200].
- Йирасек, Владимир (84) — чешский каякер, пятикратный чемпион мира[201].
- Каласала, Бабу (68) — индийский актёр[202].
- Ломов, Анатолий Михайлович (83) — советский и российский лингвист, профессор[203].
- Омран, Камел (67) — тунисский политик, министр по делам религии (2010—2011)[204].
- Сударшан, Джордж (86) — американский физик-теоретик, профессор Техасского университета в Остине[205].
- Фариас, Роберту (86) — бразильский кинорежиссёр[206].
- Форд, Дуг (95) — американский игрок в гольф, двукратный победитель Главных чемпионатов (1955, 1957)[207].

## 13 мая

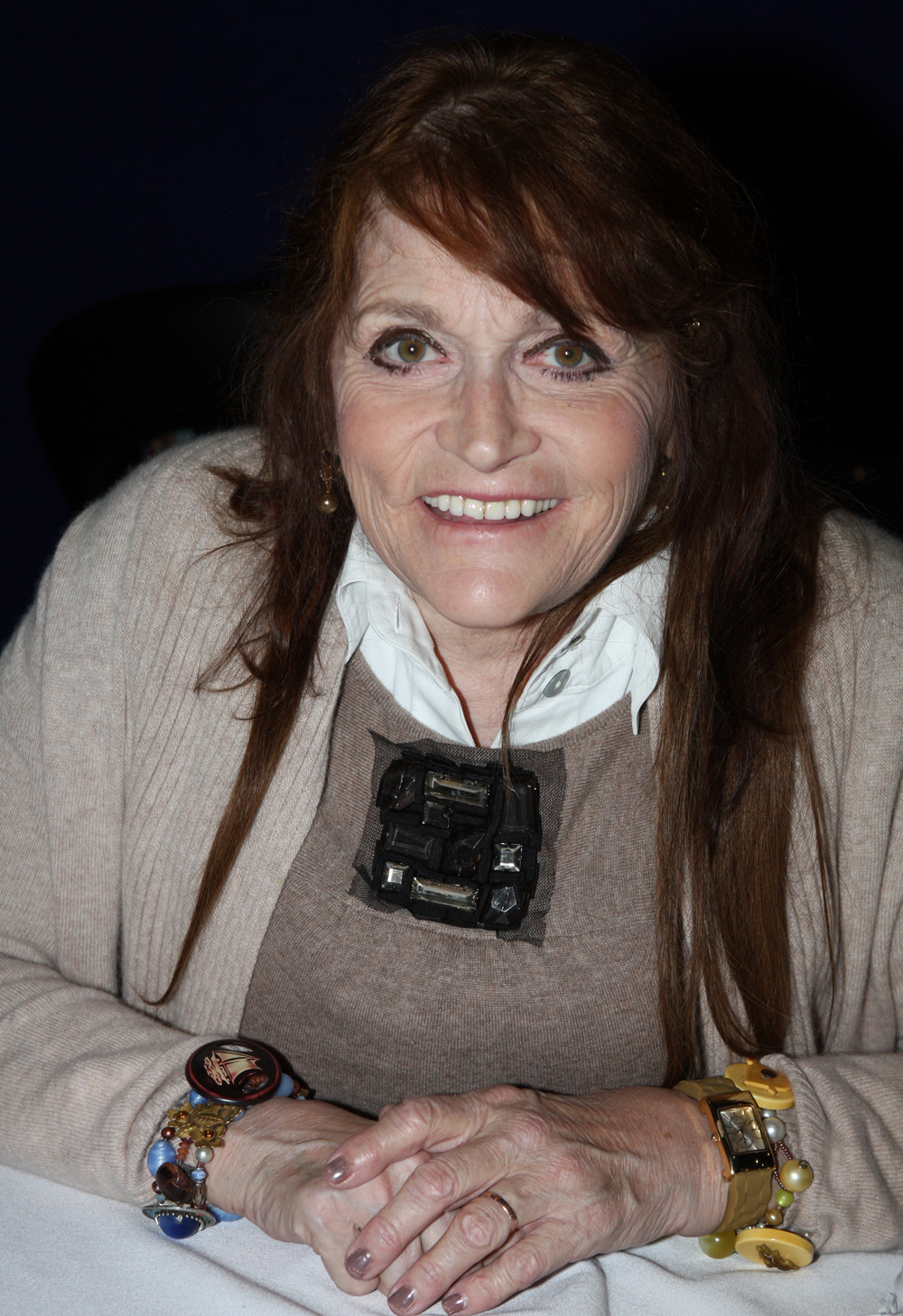
Марго Киддер

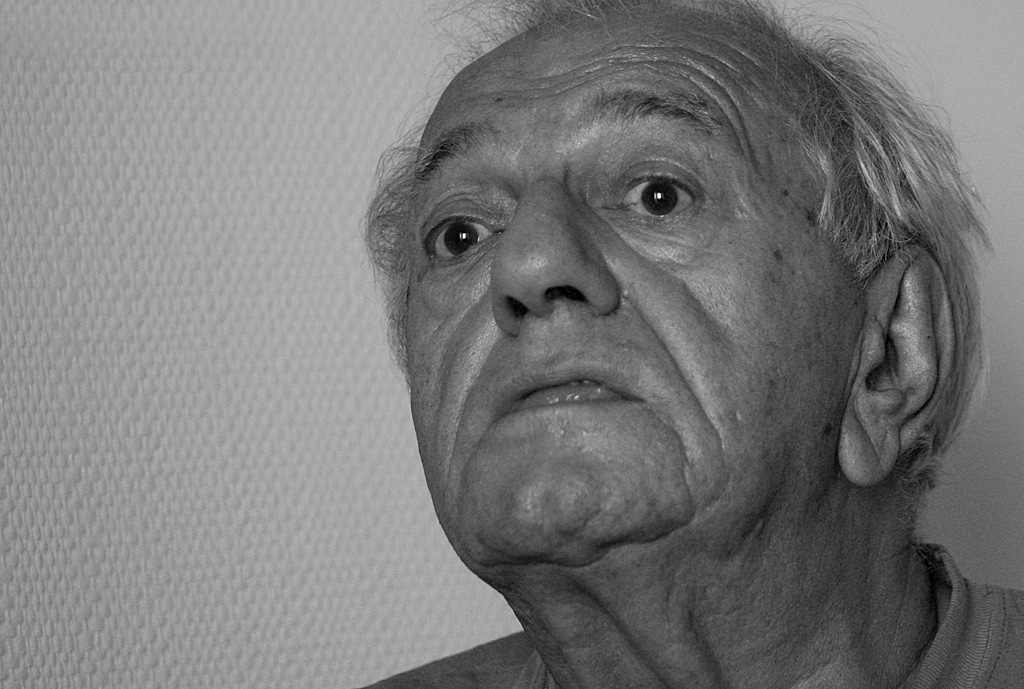
Баадур Цуладзе

- Ангара, Эдгардо (83) — филиппинский государственный деятель, президент Сената Филиппин (1993—1995)[208].
- Багдасарян, Фаранг (117) — армянская долгожительница, старейшая неверифицированная жительница Армении[209].
- Блаин, Рохелио (73) — кубинский актёр[210].
- Бранка, Гленн (69) — американский композитор[211].
- Васильев, Валерий Анатольевич (59) — российский учёный, доктор технических наук, профессор, заведующий кафедрой приборостроения Пензенского государственного университета[212].
- Зяблов, Игорь Васильевич (68) — советский и украинский художник[213].
- Киддер, Марго (69) — канадско-американская актриса[214].
- Цуладзе, Баадур Сократович (83) — советский и грузинский актёр и кинорежиссёр, заслуженный артист Грузинской ССР (1979)[215].

## 12 мая

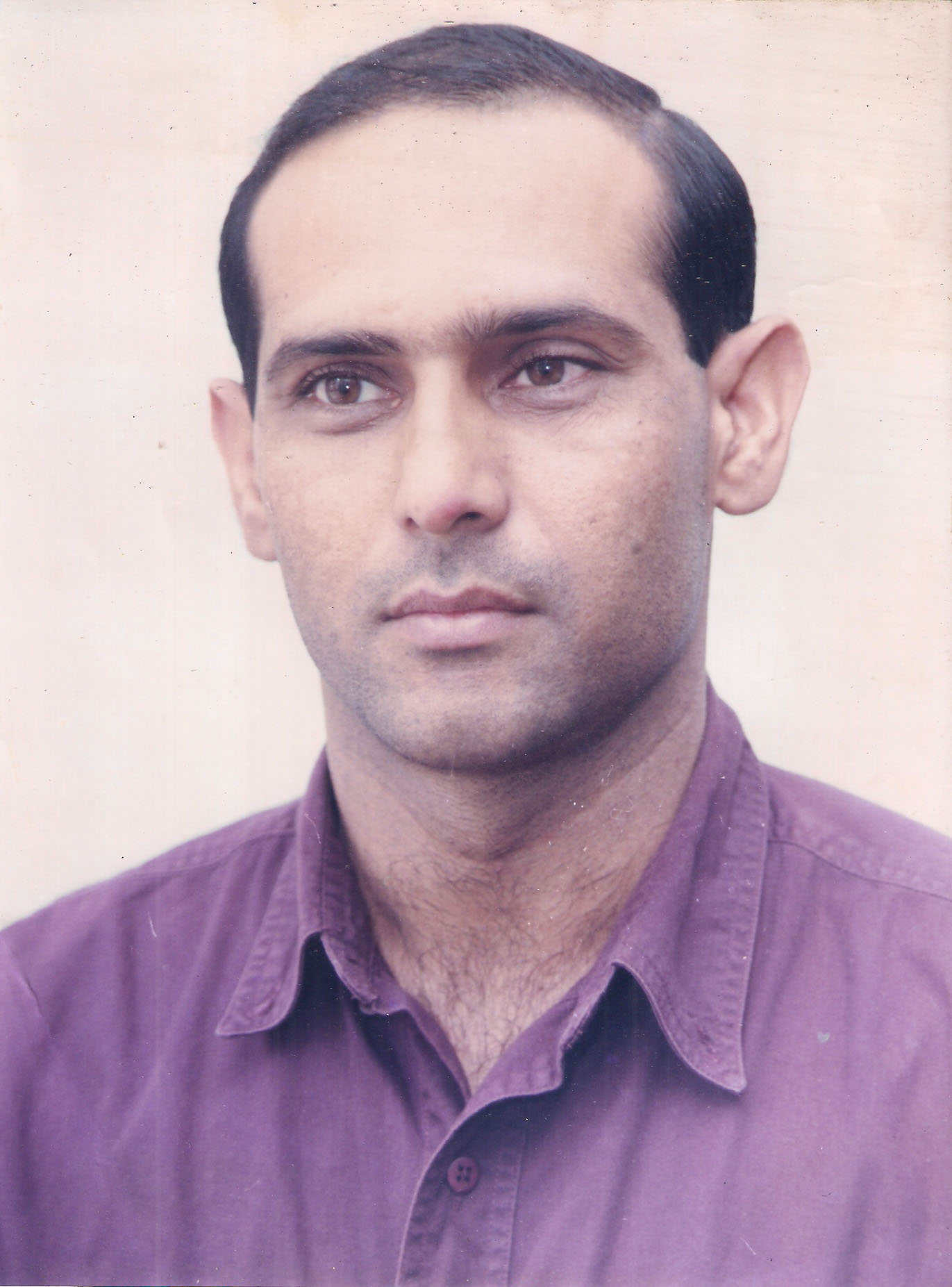
Мансур Ахмед

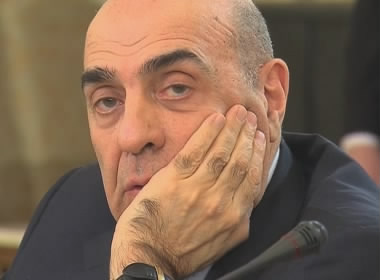
Игорь Бунин

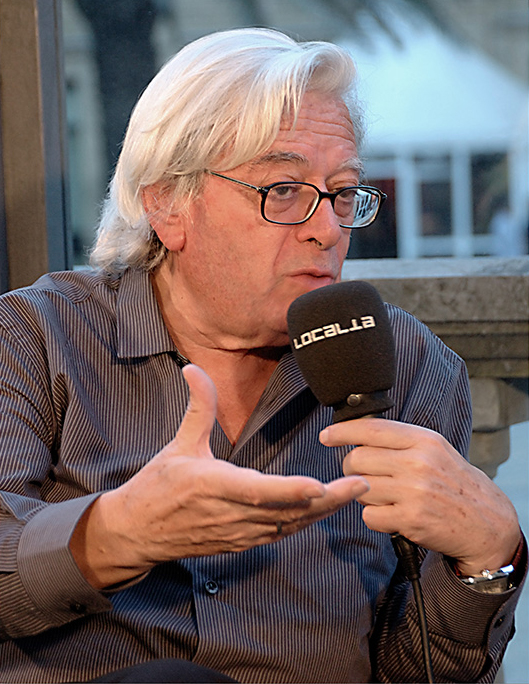
Антонио Мерсеро

- Ахмед, Мансур (50) — пакистанский хоккеист на траве, бронзовый призёр летних Олимпийских игр в Барселоне (1992)[216].
- Бунин, Игорь Михайлович (72) — советский и российский историк, политолог и политтехнолог[217].
- Дессер, Михаэль (56) — австрийский дипломат, посол Австрии в Иордании[218].
- Джоуэлл, Тэсса (72) — британский государственный деятель, министр по делам Лондона (2007—2008 и 2009—2010), министр по делам кабинета (2009—2010)[219].
- Мерсеро, Антонио (82) — испанский режиссёр и сценарист[220].
- Микелич, Борислав (78) — сербский политик, премьер-министр Сербской Краины (1994—1995)[221].
- Нзима, Сэм (83) — южноафриканский фотограф[222].
- Нильсен, Деннис (72) — британский серийный убийца[223].
- Олсоп, Уильям (70) — британский архитектор[224].
- Тирни, Кевин (67) — канадский продюсер[225].
- Тихомирова, Любовь Андреевна (81) — советская работница сельского хозяйства, бригадир колхоза, Герой Социалистического Труда (1975)[226].
- Тэйк, Чарльз (90) — мальтийский актёр[227].

## 11 мая

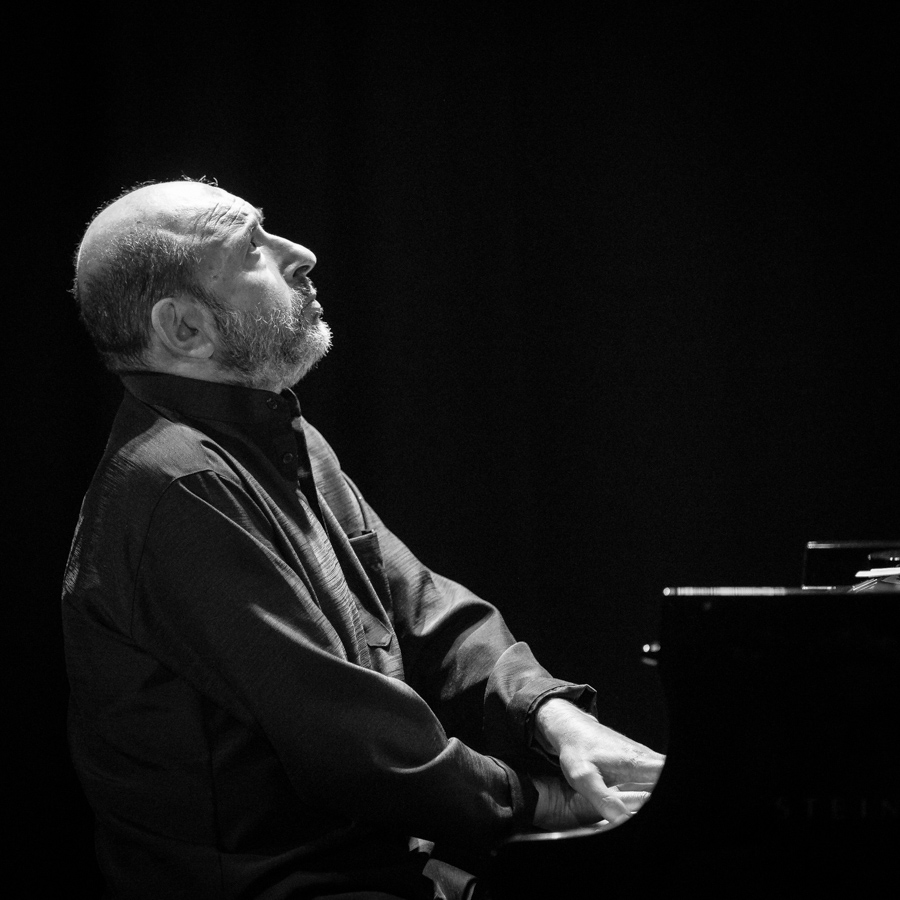
Михаил Альперин

- Альперин, Михаил Ефимович (61) — советский и норвежский джазовый пианист, композитор, бэнд-лидер[228].
- Бурек, Златко (88) — югославский и хорватский режиссёр и сценарист[229].
- Гринфелд, Джош (90) — американский писатель и сценарист, номинант на премию «Оскар» (1975)[230].
- Герра, Уго (52) — уругвайский футболист[231].
- Дюваль, Клод-Рауль (98) — французский военный лётчик, участник движения Сопротивления в период Второй мировой войны[232].
- Женетт, Жерар (87) — французский литературовед[233].
- Исматова, Мавлюда (74) — педагог, Герой Узбекистана (1999)[234].
- Камм, Бесси (113) — британская верифицированная долгожительница[235].
- Льюис, Томми (59) — австралийский актёр[236].
- Магаляс, Анатолий Ефимович[укр.] (73) — украинский военный, генерал-майор, заместитель начальника ГУР МО Украины (1993—1997), один из создателей военной разведки Украины[237].
- Майнини, Иван (73) — французский баскетболист, председатель Федерации баскетбола Франции[238].
- Нильссон, Бенгт (84) — шведский легкоатлет, победитель чемпионата Европы по лёгкой атлетике в Берне (1954) в прыжках в высоту[239].
- Оздемир, Мехмед Ниязи (76) — турецкий писатель, журналист и историк[240].
- Пардо Падрос, Хулио (66) — испанский футбольный менеджер, президент клуба «Эспаньол» (1989—1993)[241].
- Реммель, Кардо (65) — эстонский менеджер и политик, председатель городского собрания Пярну (2009—2011)[242].
- Саллерт, Улла (95) — шведская актриса и певица[243].
- Шамбуркин, Виктор Николаевич (86) — советский спортивный стрелок (пулевая стрельба), чемпион летних Олимпийских игр в Риме (1960), заслуженный мастер спорта СССР (1960), заслуженный тренер СССР (1980)[244].
- Шверубович, Мария Вадимовна (68) — советская и российская актриса театра «Современник», дочь Вадима Шверубовича, внучка Василия Качалова[245].

## 10 мая

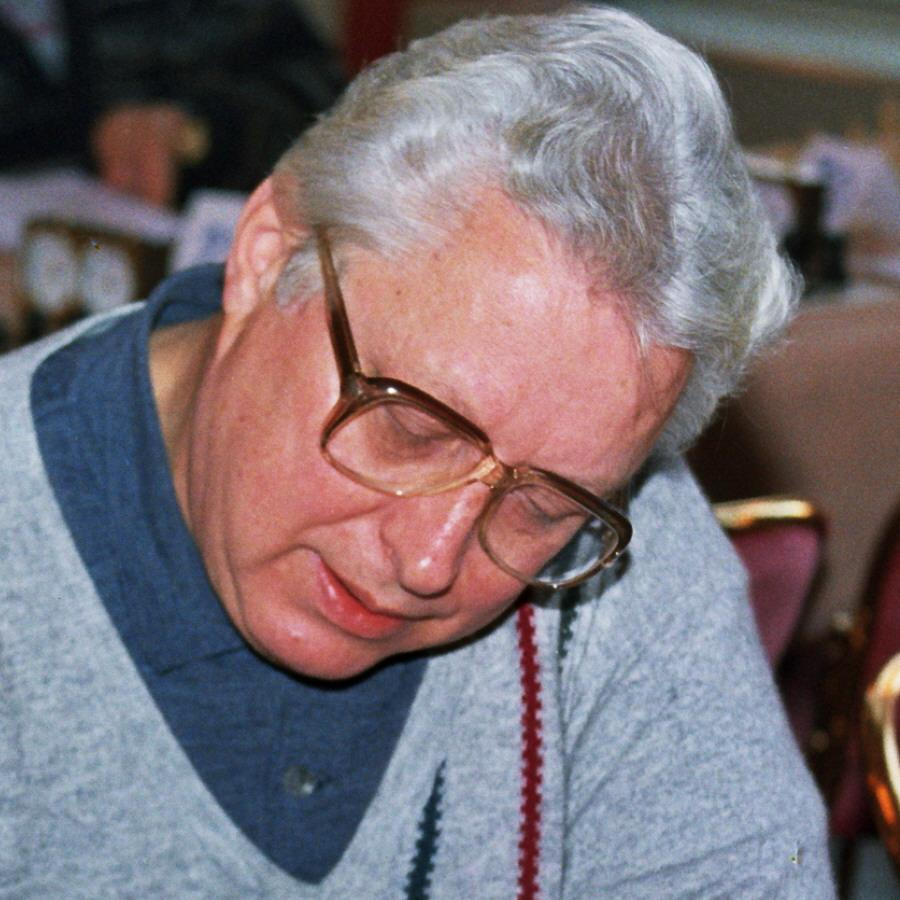
Евгений Васюков

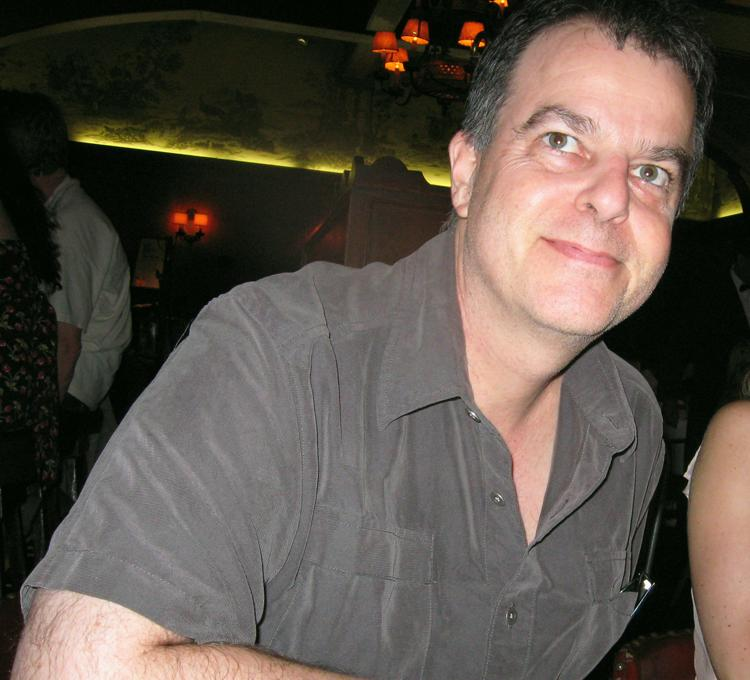
Адам Парфрей

- Балдаева, Лидия Батуевна (79) — советский и российский хореограф, основательница и художественный руководитель ансамбля танца народов Крайнего Севера «Энэр» (1980—2015), заслуженный работник культуры РСФСР[246].
- Васюков, Евгений Андреевич (85) — советский и российский шахматист, гроссмейстер (1961)[247].
- Гамбс, Эмиль (90) — ангильский государственный деятель, главный министр Ангильи (1977—1980 и 1984—1994)[248].
- Гудолл, Дэвид (104) — английский и австралийский геоботаник и эколог-статистик[249].
- Ласман, Ноах (94) — израильский писатель[250].
- Лово Кордеро, Альфонсо (91) — никарагуанский государственный деятель, член правящей Либерально-консервативной хунты (1972—1974)[251].
- Парфрей, Адам (61) — американский публицист, редактор и основатель издательства Feral House[252].
- Сулейменов, Тимур (75) — казахстанский архитектор и дизайнер, председатель правления Союза дизайнеров Казахстана[253].
- Чейз, Элизабет (68) — зимбабвийская спортсменка (хоккей на траве), чемпионка летних олимпийских игр в Москве (1980)[254].

## 9 мая

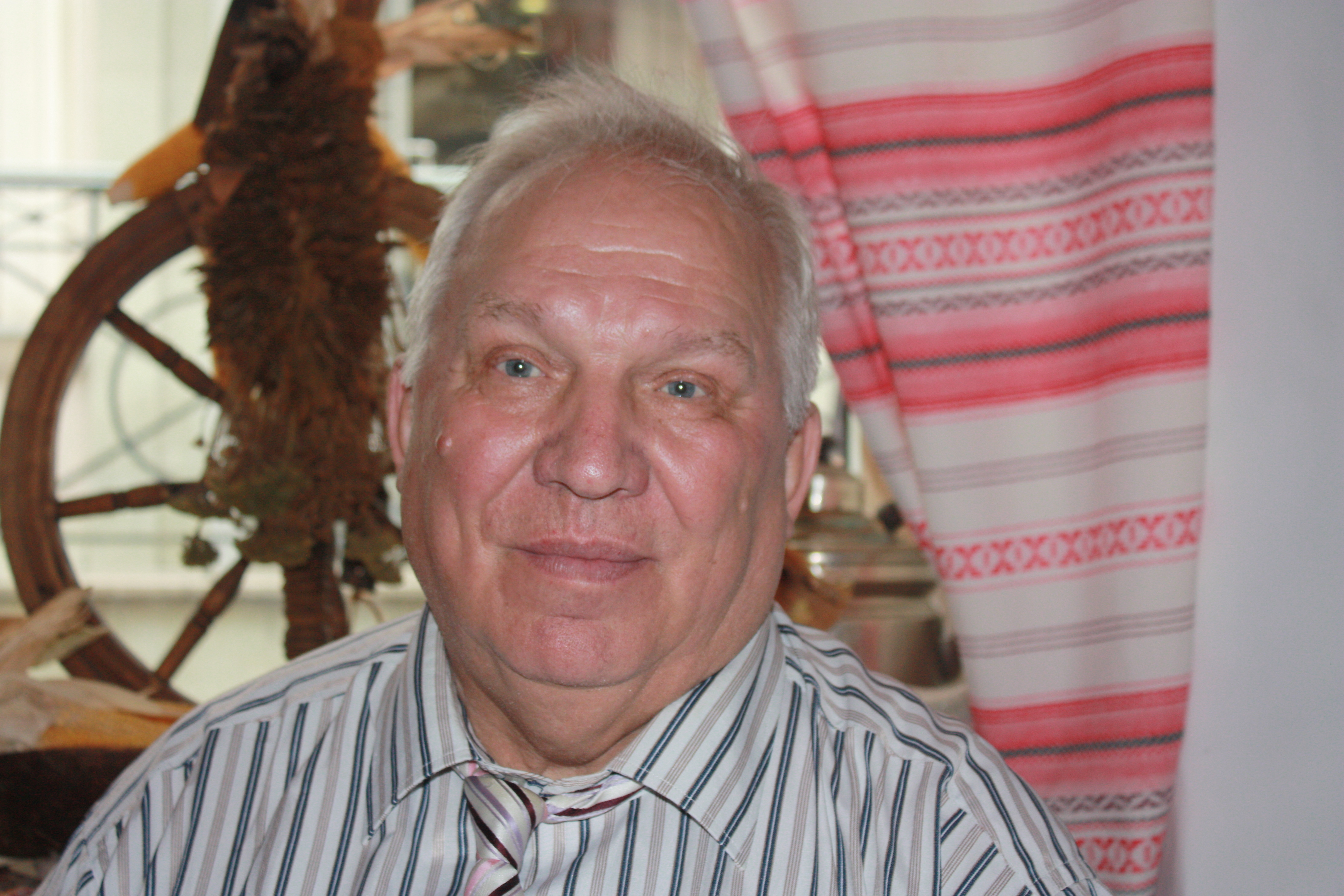
Григорий Быстров

- Быстров, Григорий Ефимович (78) — российский юрист, специалист в области аграрного права[255].
- Гибсон, Делфин (114) — американская долгожительница, старейшая жительница США[256].
- Дауд, Омар (35) — ливийский футболист, игрок национальной сборной Ливии; ДТП[257].
- Заззали, Константино (81) — чилийский футболист[258].
- Киркебю, Пер (79) — датский художник[259].
- Лавров, Руслан Спиридонович (93) — советский и российский тренер по спортивной гимнастике, заслуженный тренер РСФСР[260].
- Мозолевская, Екатерина Григорьевна (87) — советский и российский энтомолог, профессор, заслуженный деятель науки Российской Федерации (1993)[261].
- Мураи, Шимако (89) — японский драматург[262].
- Нурул Ислам, Мустафа (91) — бангладешский учёный, национальный профессор Бангладеш (2011)[263].
- Хатчинсон, Скотт (36) — британский рок-певец, солист группы Frightened Rabbit[264].
- Челя, Аранит (95) — албанский государственный деятель, председатель Верховного суда Народной Республики (Народной Социалистической Республики) Албания (1966—1990)[265].
- Ясан, Эрнест Викторович (82) — советский и российский кинорежиссёр и сценарист[266].

## 8 мая

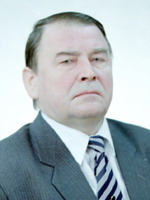
Алексей Воронцов

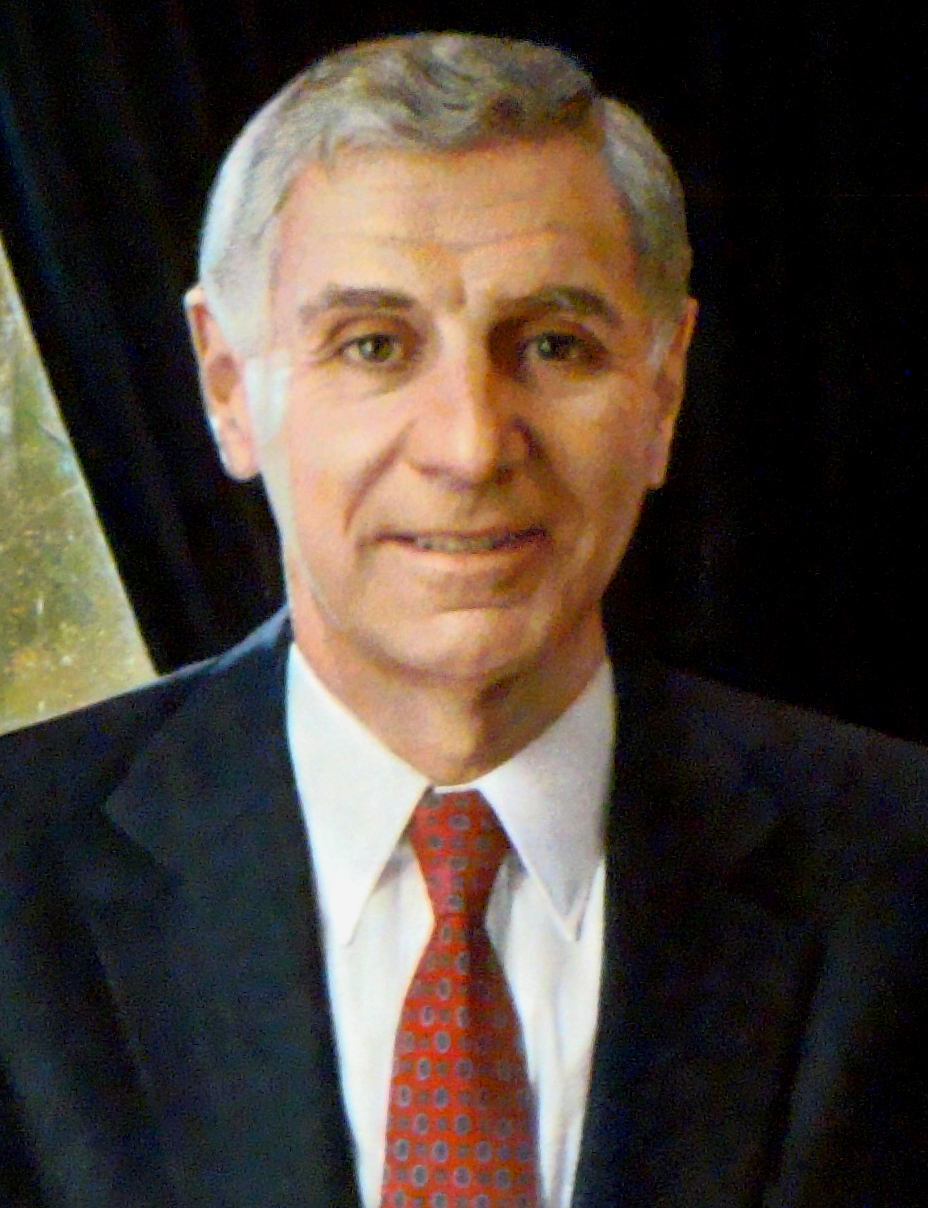
Джордж Докмеджян

- Белоус, Олег Николаевич (66) — российский дипломат, Чрезвычайный и Полномочный Посол Российской Федерации в Португалии (с 2013 года)[267].
- Воронцов, Алексей Алексеевич (75) — российский государственный и политический деятель, председатель Московской областной Думы (1993—1997)[268].
- Докмеджян, Джордж (89) — американский политический деятель, губернатор Калифорнии (1983—1991)[269].
- Загирова, Сания Сабировна (100) — советский передовик производства, раскройщица Татарского обувного производственного объединения «Спартак» (Казань), Герой Социалистического Труда (1966)[270].
- Коутс, Энн В. (92) — американский монтажёр, двукратный лауреат премии «Оскар» (1963, 2017)[271].
- Лопес Эрнандес, Хулио (88) — испанский скульптор[272].
- Новаковский, Марек (71) — польский актёр и режиссёр[273].
- Овдиенко, Игорь Николаевич (80) — украинский кораблестроитель, хозяйственный и партийный функционер[274].
- Сен-Поль, Лара (73) — итальянская эстрадная певица[275].
- Скотт, Джеймс (71) — американский боксёр-профессионал, который получил известность благодаря тому что проводил свои поединки в тюрьме, в которой отбывал наказание[276].
- Тальковский, Альфред Михайлович (82) — советский и российский бард, заслуженный артист Российской Федерации (2006)[277].
- Талышинский, Рауф (61) — советский и азербайджанский журналист[278].
- Хаммуд, Махмуд (82) — ливанский дипломат и государственный деятель, министр иностранных дел Ливана (2000—2003 и 2004—2005)[279].
- Швецов, Александр Николаевич (48) — российский военачальник, заместитель командующего войсками Восточного военного округа по материально-техническому обеспечению (2017—2018), генерал-лейтенант[280].
- Штернберг, Джонатан (98) — американский дирижёр[281].

## 7 мая

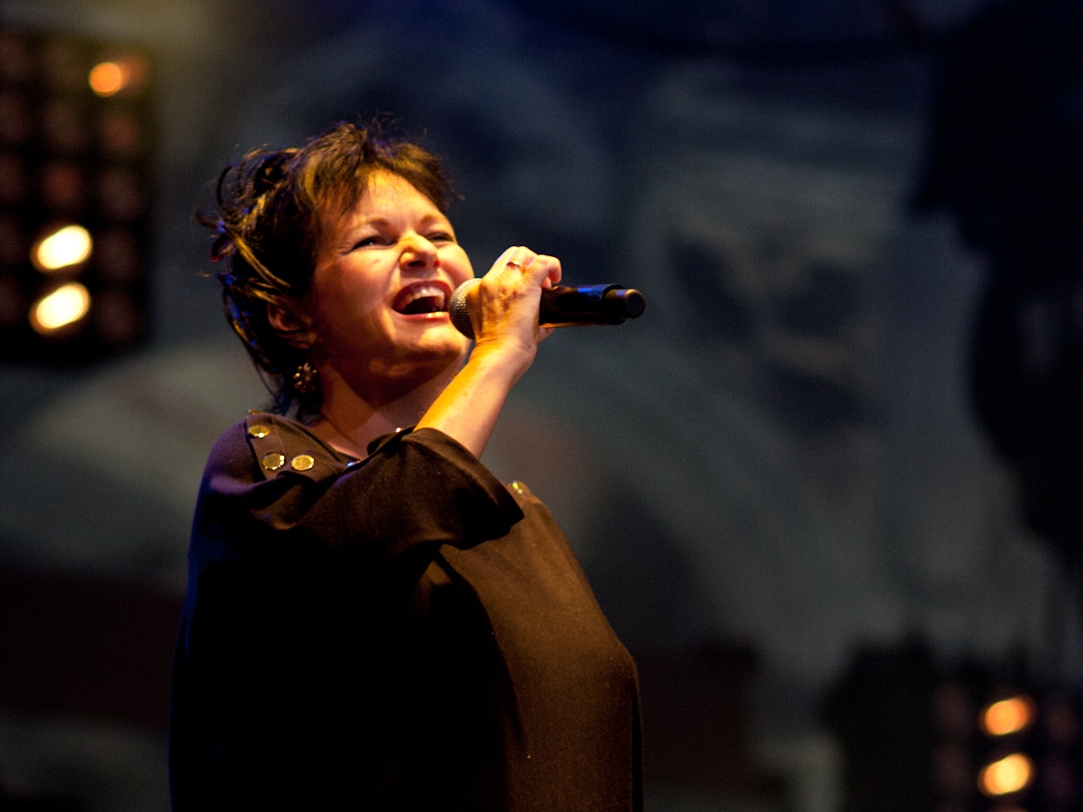
Maurane

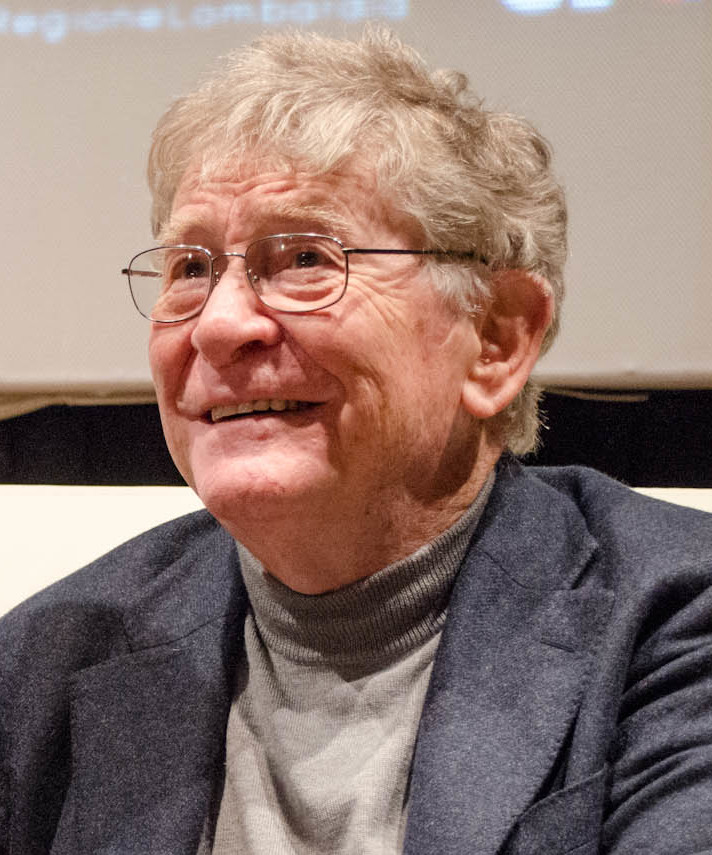
Эрманно Ольми

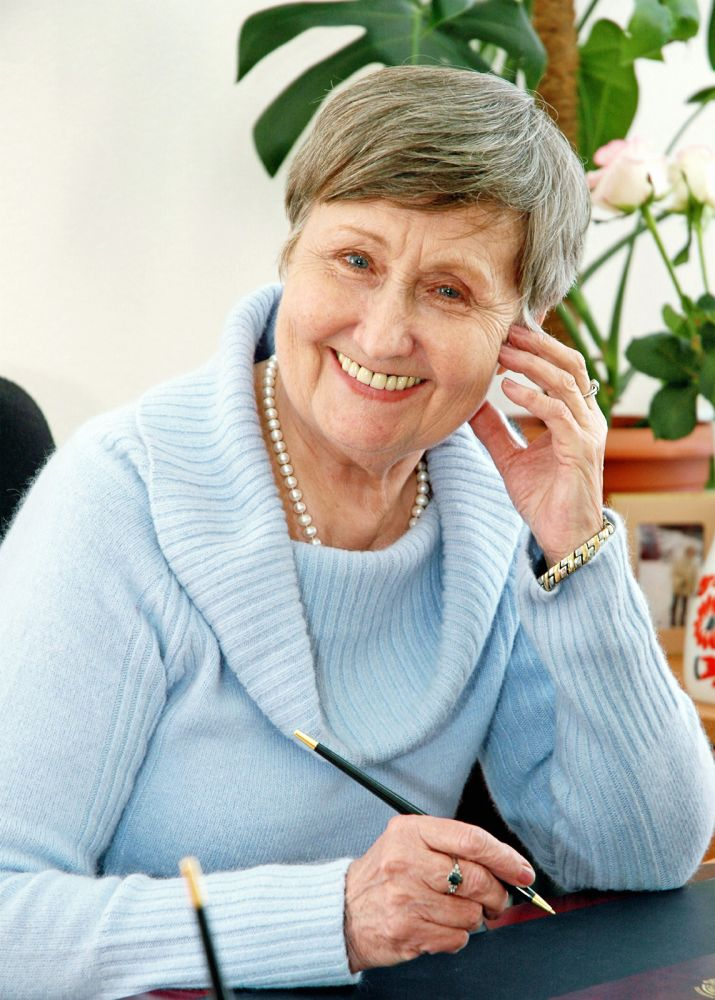
Нонна Шляховская

- Вардич, Мирослав (73) — югославский и сербский футболист[282].
- Возианов, Александр Фёдорович (79) — советский и украинский уролог, академик НАНУ (1991), академик (1993) и президент (1993—2011) Национальной академии медицинских наук Украины, иностранный член РАН (2014; иностранный член РАМН с 2011), Герой Украины (2000)[283].
- Герман, Михаил Юрьевич (85) — советский и российский писатель и историк искусства, сын Юрия Германа[284].
- Майнеке, Ева Мария (94) — немецкая актриса театра и кино[285].
- Maurane (Клодин Люйпертс) (57) — бельгийская эстрадная певица[286].
- Ольми, Эрманно (86) — итальянский кинорежиссёр и сценарист[287].
- Паредес Канто, Сесар (76) — перуанский политик, вице-президент Перу (1995—2000)[288].
- Рассел, Чарльз (77) — канадский учёный-натуралист[289].
- Той, Роман (101) — эстонский и канадский композитор и хормейстер[290].
- Хюлльгор, Сёрен (55) — датский композитор[291].
- Чернякова, Таисия Михайловна (74) — работник газового хозяйства УССР, общественный деятель[292].
- Шляховая, Нонна Михайловна (84) — советский и украинский литературовед, доктор филологических наук (1986), профессор (1989)[293].

## 6 мая

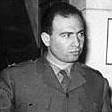
Халед Мохи эд-Дин

- Баутиста, Сирило (76) — филиппинский писатель и поэт[294].
- Гебурс, Эрик (55) — бельгийский мотогонщик, пятикратный чемпион мира[295].
- Грушман, Пётр Семёнович (71) — советский и российский тренер и судья по фигурному катанию[296].
- Коэн, Даниэль (82) — американский писатель[297].
- Лай Мэн (90) — малайзийская киноактриса[298].
- Мен Дон Ук (87) — советский и российский актёр, режиссёр, драматург, заслуженный деятель искусств Казахской ССР[299].
- Млады, Йозеф (63) — чешский актёр-комик[300].
- Мохи эд-дин, Халед (95) — египетский политический деятель, основатель левой партии Тагамму, один из лидеров революции 1952 года, лауреат Международной Ленинской премии «За укрепление мира между народами» (1970)[301].
- Наджи, Джамал (63) — иорданский писатель[302].
- Риссьен, Пьер (81) — французский кинорежиссёр[303].
- Феррари, Паоло (89) — итальянский актёр театра, кино и телевидения[304].

## 5 мая

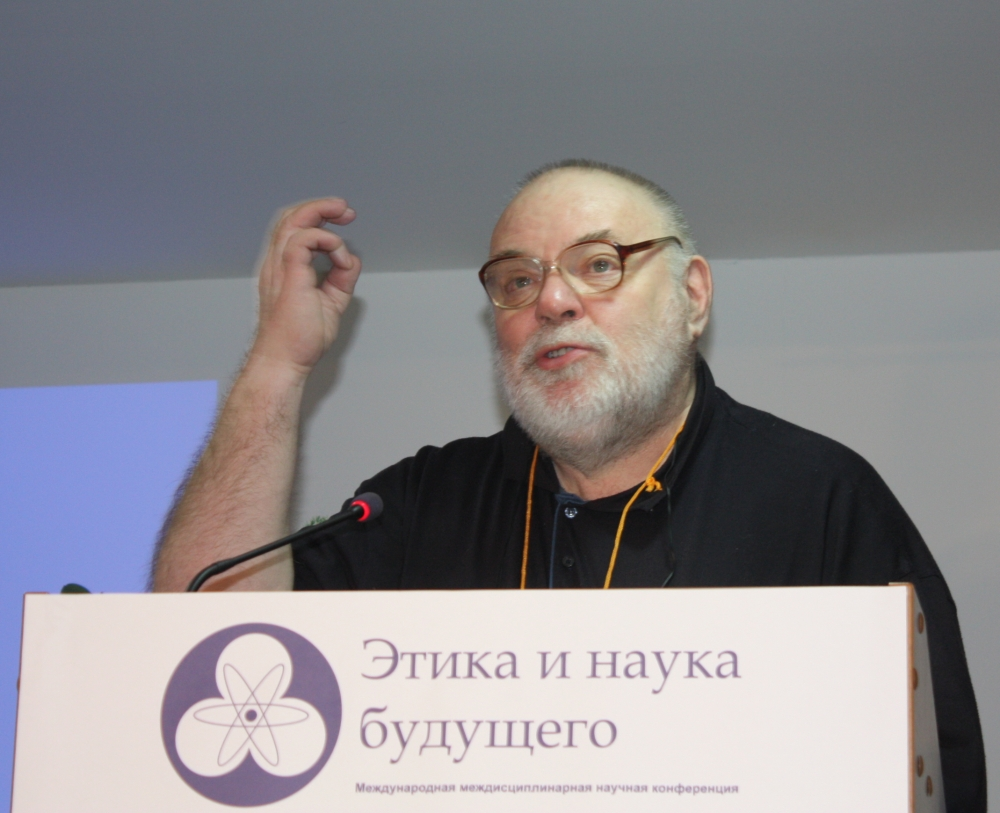
Юрий Линник

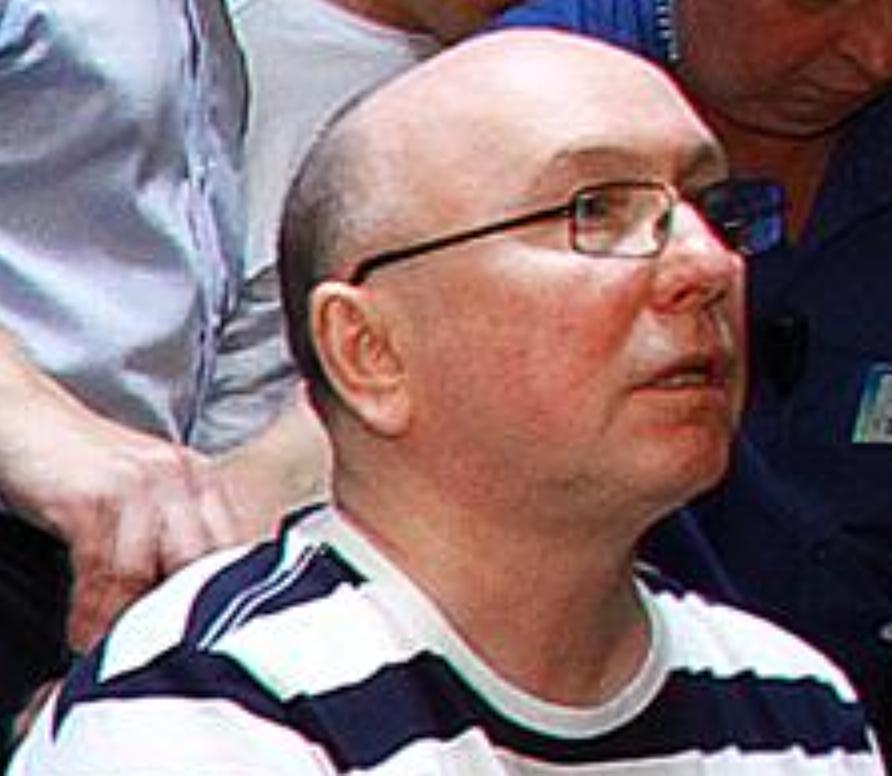
Владимир Сапунов

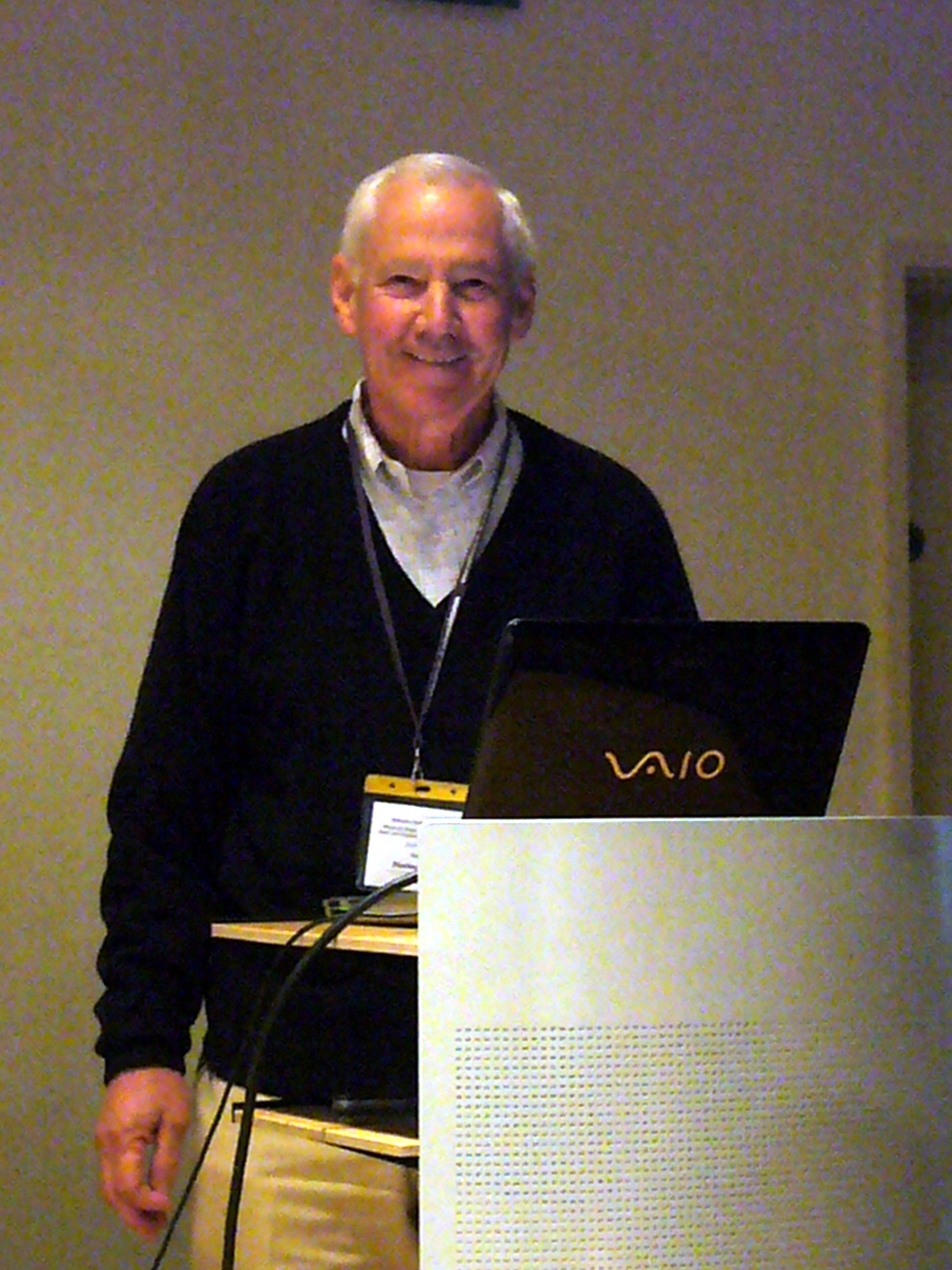
Стэнли Фалкоу

- Голубков, Сергей Викторович (80) — советский и российский учёный, инженер, организатор промышленности, лауреат Ленинской премии (1972)[305].
- Деде, Клаус (82) — немецкий писатель и журналист[306].
- Жисси, Франсуа (36) — французский велогонщик-экстремал[307].
- Карвальо, Карлос (47) — южноафриканский режиссёр-натуралист; несчастный случай[308].
- Кудряшов, Игорь Васильевич (81) — советский военно-морской деятель, вице-адмирал (1991) [?].
- Кузьмин, Иван Васильевич (94) — советский и украинский учёный-кибернетик, лауреат Государственной премии УССР[309].
- Ластретти, Адольфо (80) — итальянский актёр[310].
- Линник, Юрий Владимирович (74) — российский философ, писатель и поэт[311].
- Литтл, Роберт (73) — британский кинопродюсер[312].
- Мусин, Марат Мазитович (59) — советский и российский экономист, политолог, журналист, доктор экономических наук, основатель и руководитель информационного агентства ANNA News[313].
- Сапунов, Владимир Борисович (65) — российский рок-музыкант, директор рок-групп «Воскресение», «Машина времени»[314].
- Смирницкая, Валентина Николаевна (81) — советская и российская оперная певица, заслуженная артистка России[315].
- Томошевский, Юрий Валентинович (61) — российский режиссёр и актёр; несчастный случай[316].
- Фалкоу, Стэнли (84) — американский микробиолог[317].
- Хариг, Людвиг (90) — немецкий писатель[318].
- Шудер, Розмари (89) — немецкая писательница[319].

## 4 мая

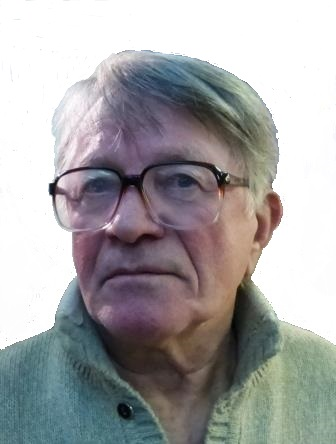
Юрий Андреев

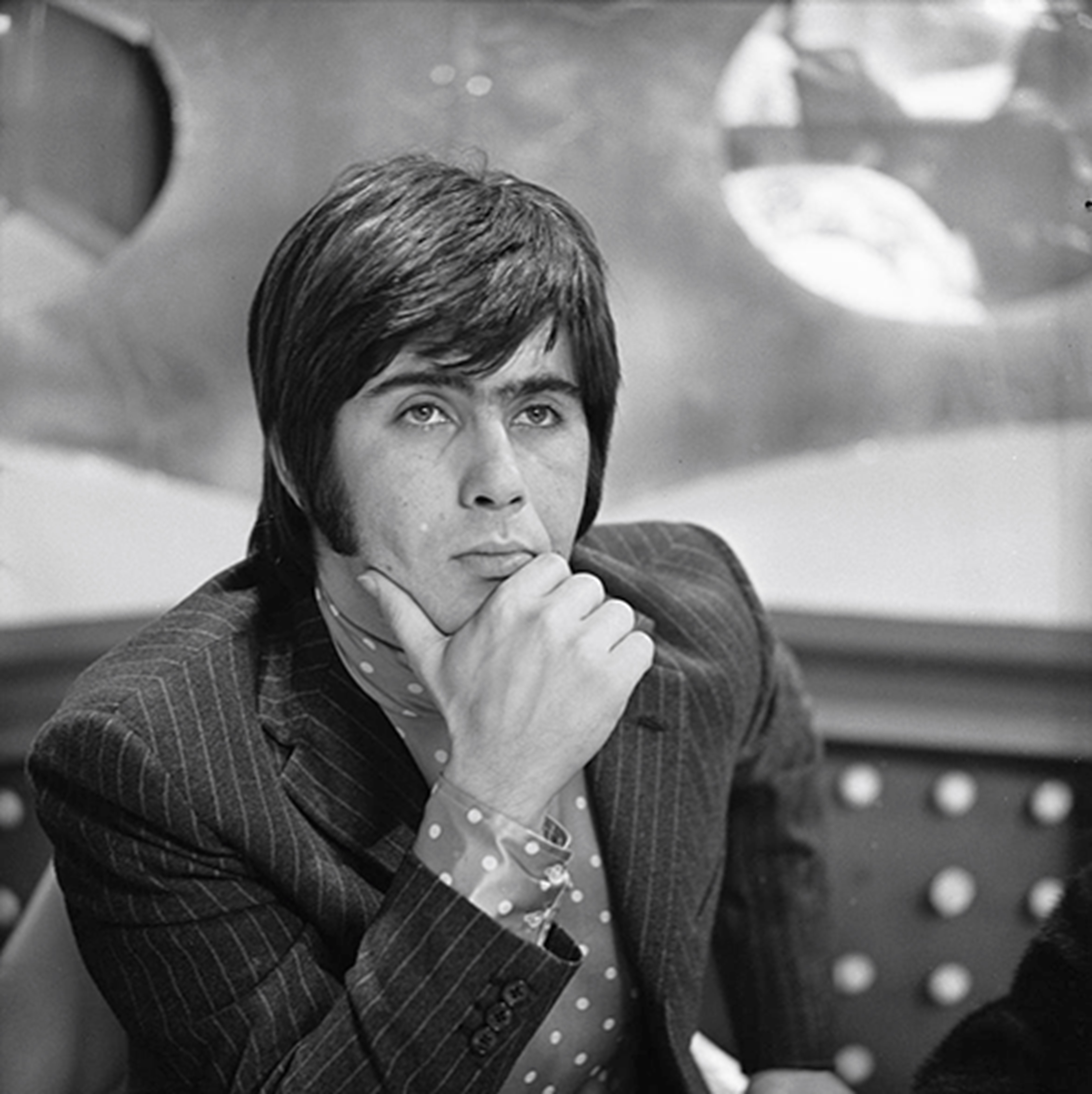
Аби Офарим

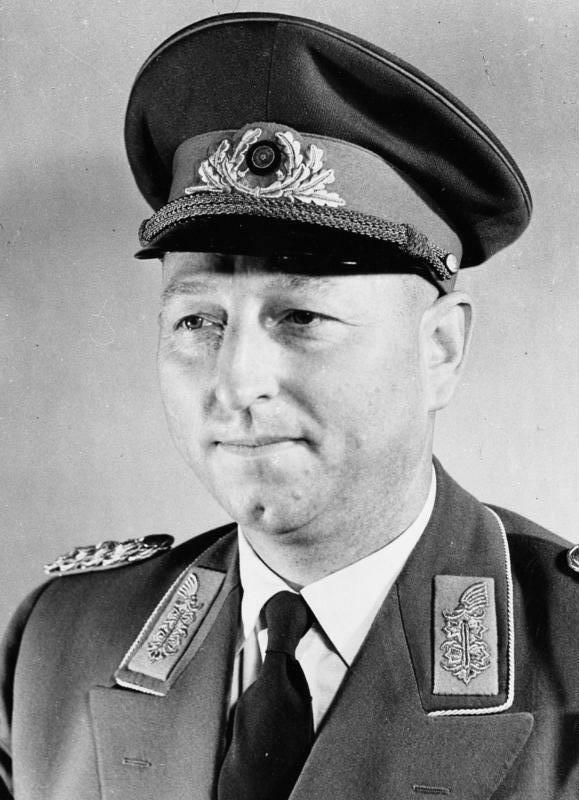
Зигфрид Ридель

- Альтамура, Джон — американский актёр[320].
- Андреев, Юрий Иванович (81) — советский театральный режиссёр, артист Петрозаводского театра кукол, народный артист Карельской АССР (1986)[321]
- Берроуз, Эдвин Г. (74) — американский историк, лауреат Пулитцеровской премии (1998)[322].
- Годболд, Кэти (43) — австралийская актриса[323].
- Доррештайн, Ренате (64) — нидерландская писательница[324].
- Кой, Стив (56) — американский барабанщик, менеджер, продюсер и композитор группы Dead or Alive[325].
- Коровин, Владимир Владимирович (79) — советский и российский лесовод, доктор биологических наук[326].
- Лами, Лионель (74) — французский футболист[327].
- Ласкиллз, Патрисия (91) — австралийская скрипачка[328].
- Морано, Хуан (76) — испанский политический деятель, мэр Леона (1979—1987, 1989—1995)[329].
- Офарим, Аби (80) — израильский музыкант и танцовщик[330].
- Поладов, Фуад Агарагим оглы (69) — советский и азербайджанский актёр театра и кино, народный артист Азербайджанской ССР (1987)[331].
- Ридель, Зигфрид (99) — военный и политический деятель ГДР, начальник Главного штаба ННА (1960—1967), генерал-лейтенант (1963)[332].
- Розен, Олег Маркович (85) — советский и российский геолог-тектонист, доктор геолого-минералогических наук (1992), исследователь докембрия[333].
- Сакин, Сергей Алексеевич (40) — российский писатель, соавтор романа «Больше Бэна» (тело найдено в этот день)[334].
- Шаппат, Александр (66) — швейцарский политик, мэр Берна (2005—2016)[335].

## 3 мая

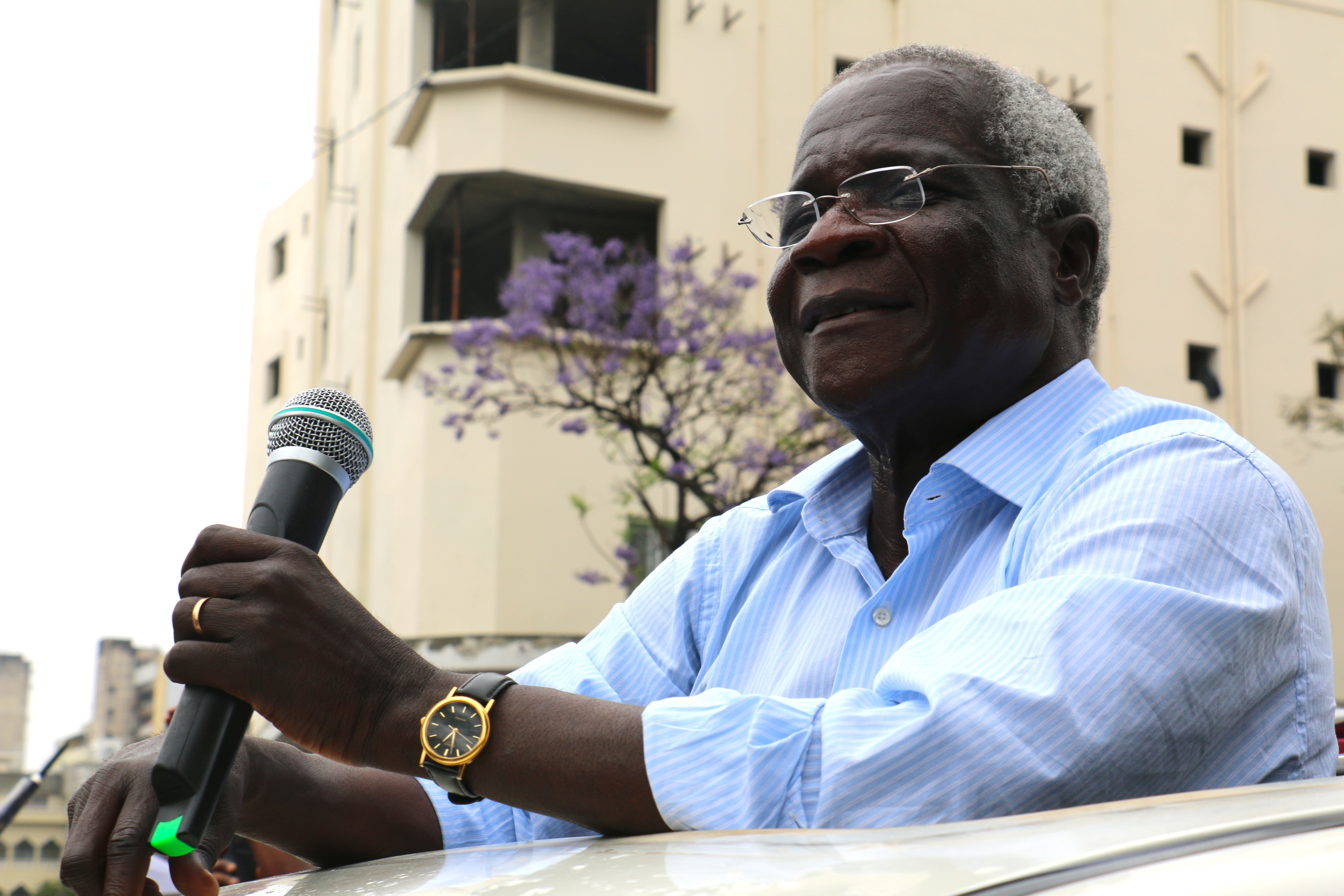
Афонсу Длакама

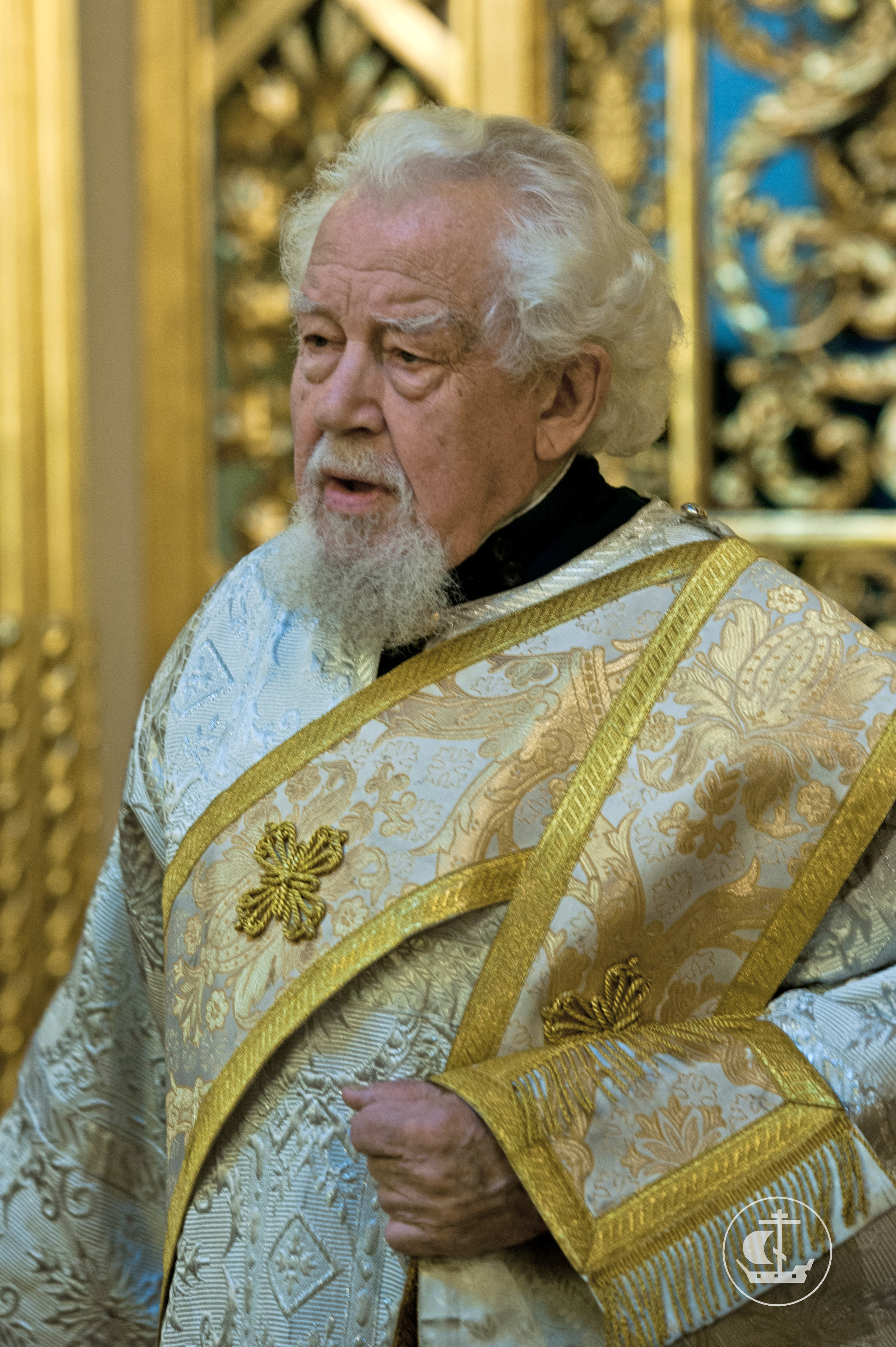
Андрей Мазур

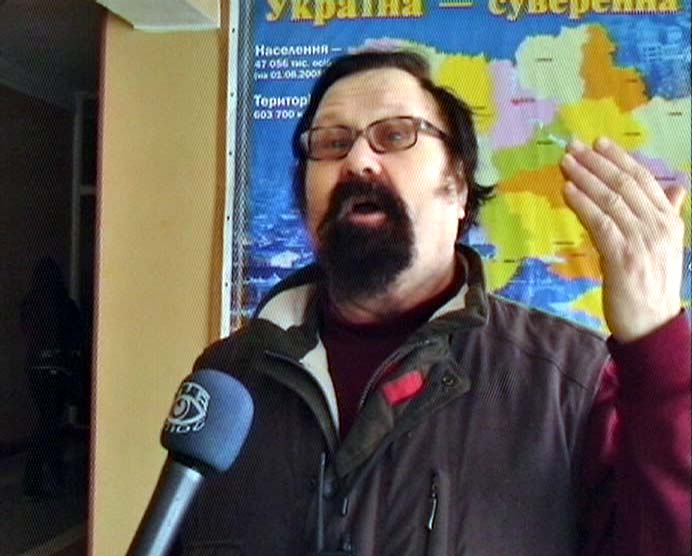
Борис Туменко

- Верзиера, Марчелло (83) — итальянский актёр[336].
- Гудков, Василий Васильевич (92) — советский и российский государственный деятель, председатель Свердловского горисполкома (1975—1980)[337].
- Длакама, Афонсу (65) — мозамбикский политик, лидер антикоммунистического движения Мозамбикское национальное сопротивление (с 1979 года)[338].
- Игнатов, Игорь Александрович (54) — российский театральный актёр, артист Брянского театра драмы (с 1991)[339].
- Кинман, Тони (62) — американский певец и музыкант (Rank and File)[340].
- Корня, Дойна (88) — румынская правозащитница и диссидент[341].
- Латышев, Владимир Николаевич (88) — советский и российский деятель науки, ректор Ивановского государственного университета (1974—2000), заслуженный работник высшей школы Российской Федерации, заслуженный деятель науки и техники РСФСР[342].
- Лурье, Леонид Израилевич (68) — российский учёный и общественный деятель, доктор педагогических наук, профессор, основатель и директор МОУ «Лицей № 1» г. Перми (с 1989)[343].
- Мазур, Андрей Лазаревич (91) — патриарший архидиакон Русской Православной Церкви, архидиакон двух Патриархов (Алексия II и Кирилла)[344].
- Пайнс, Дэвид (93) — американский физик, иностранный член РАН (1991; иностранный член АН СССР с 1988)[345].
- Парис, Мария (85) — итальянская певица[346].
- Пущаровский, Юрий Михайлович (101) — советский и российский геолог, академик РАН (1991; академик АН СССР с 1984)[347].
- Рубцов, Николай Николаевич (94) — советский и российский театральный актёр, артист Тамбовского академического театра драмы, заслуженный артист РСФСР (1983)[348].
- Сарыбаев, Шора Самгалиевич (93) — советский и казахстанский филолог (похороны состоялись в этот день)[349].
- Стеблин-Каменский, Иван Михайлович (72) — советский и российский лингвист, академик РАН (2003)[350].
- Туменко, Борис Иванович (71) — советский и украинский театральный режиссёр, актёр и педагог[351].
- Тюрин, Виктор Николаевич (94) — советский и российский географ, профессор кафедры экономической, социальной и политической географии Кубанского государственного университета[352].

## 2 мая

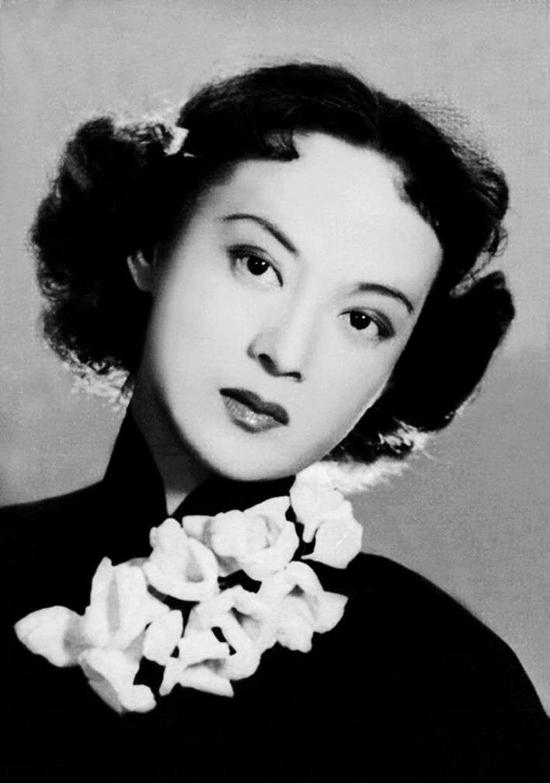
Ван Даньфэн

Вадим Мулерман

- Акулов, Тимур Юрьевич (65) — российский государственный и политический деятель, депутат Государственной думы Федерального собрания Российской Федерации VI созыва (2012—2016)[353].
- Алексахин, Рудольф Михайлович (81) — советский и российский биолог, академик ВАСХНИЛ и РАСХН (1988—2013), академик РАН (2013)[354].
- Ван Даньфэн (93) — китайская актриса[355].
- Де Нора, Эухенио (94) — испанский поэт[356].
- Кребберс, Герман (94) — нидерландский скрипач[357].
- Куккьяра, Тони (80) — итальянский певец и автор песен[358] Архивная копия от 9 мая 2018 на Wayback Machine.
- Логвинов, Станислав Александрович (71) — советский и российский экономист, кандидат экономических наук, профессор[359].
- Мамедов, Токай Габиб оглы (90) — советский и азербайджанский скульптор-монументалист[360].
- Мулерман, Вадим Иосифович (79) — советский и российский эстрадный певец, народный артист РСФСР (1991), заслуженный артист Украины (2007)[361].
- Пфлюгер, Элизабет (98) — швейцарская писательница[362].
- Ранге, Харальд (70) — немецкий государственный деятель Генеральный прокурор при Верховном суде Германии (2011—2015)[363].
- Торп, Джеймс (81) — американский инженер, лауреат медали Бенджамина Франклина (2008)[364].
- Фёльц, Вольфганг (87) — немецкий актёр[365].

## 1 мая

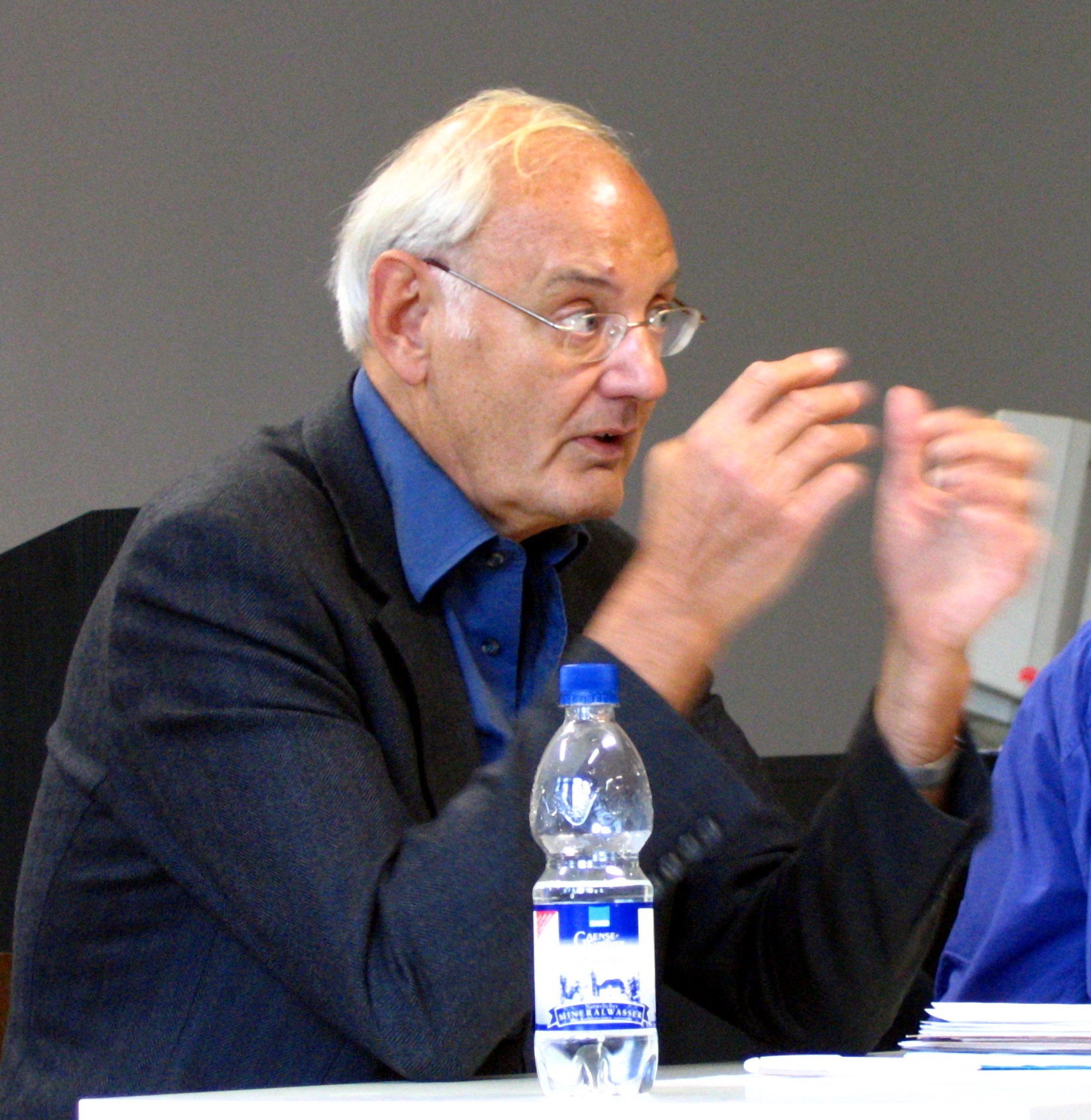
Эльмар Альтфаттер

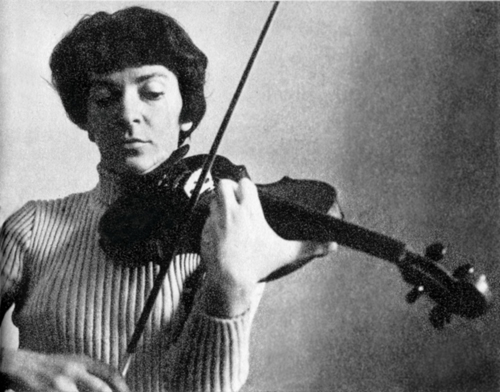
Ванда Вилкомирская

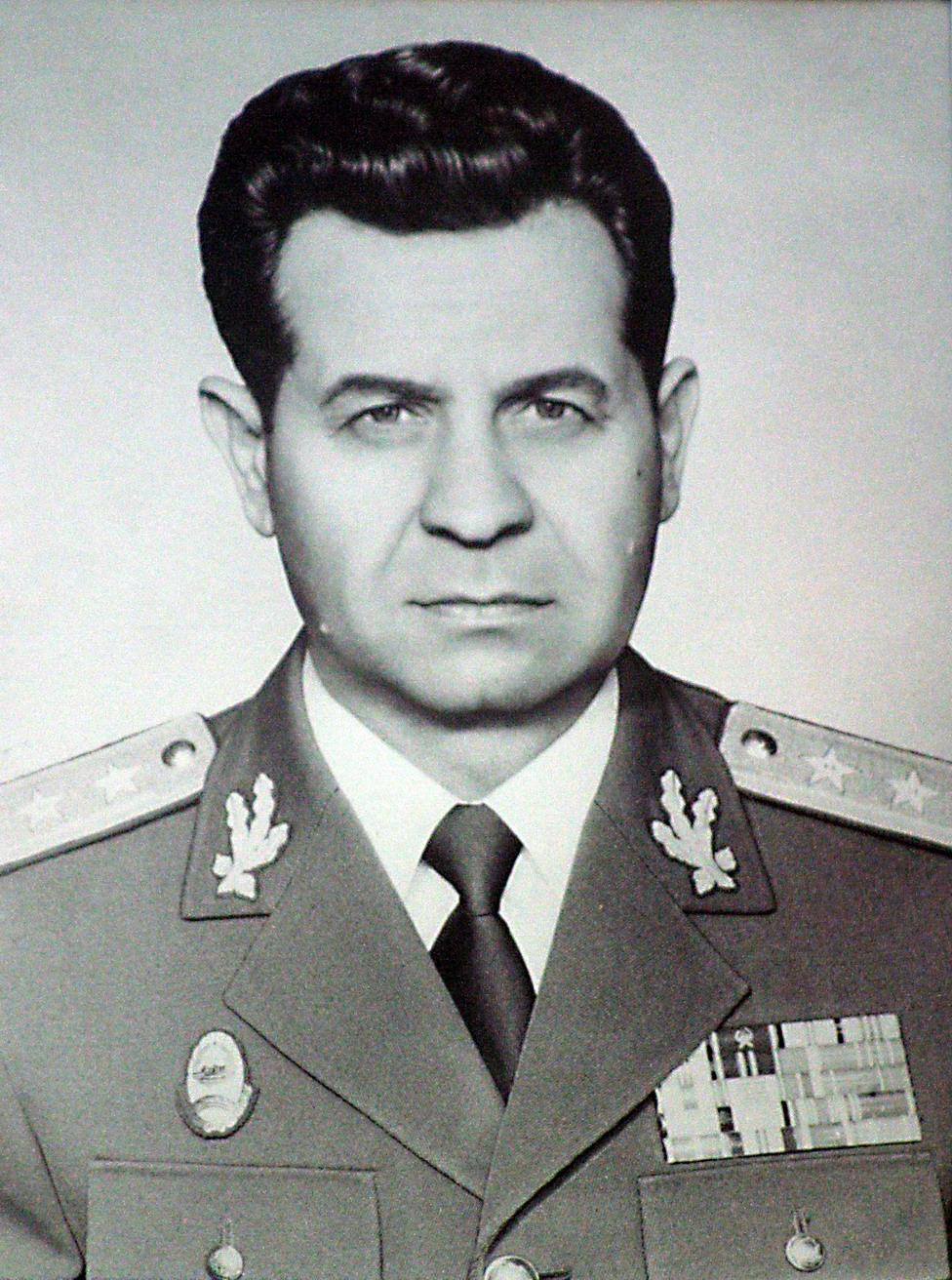
Константин Олтяну

- Альтфатер, Эльмар (79) — немецкий философ-марксист[366]
- Барнард, Артур (89) — американский спринтер, бронзовый призёр Летних Олимпийских игр в Хельсинки (1952) в беге на 110 метров с барьерами[367].
- Lil Lonnie (22) — американский рэпер: убит[368]
- Вецкова, Милена (85) — чехословацкая баскетболистка и гандболистка, неоднократный призёр чемпионатов мира и Европы по баскетболу, призёр чемпионата мира по гандболу[369].
- Вилкомирская, Ванда (89) — польская скрипачка, композитор и музыкальный педагог, представительница известной польской музыкальной династии Вилкомирских[370].
- Кинг, Стю Бой (64) — американский барабанщик (The Dictators)[371].
- Митра, Ашок (90) — индийский экономист, главный экономический советник правительства Индии (1970—1972)[372].
- Олтяну, Константин (89) — румынский военный, государственный и политический деятель, министр национальной обороны Социалистической Республики Румыния (1980—1985), мэр Бухареста (1985—1988)[373].
- Пергль, Павел (40) — чешский футболист; самоубийство[374].
- Собир, Бозор (79) — таджикский поэт, народный поэт Таджикистана, лауреат Государственной премии Таджикистана имени Рудаки[375].
- Старкс, Джабо (79) — американский музыкант[376].
- Сунь Юэ (87) — тайваньский актёр[377].
- Уоффинден, Боб (70) — британский журналист и писатель[378].
- Хачатуров, Гарик Леванович (65) — советский и российский тренер по боксу, заслуженный тренер СССР[379].
- Шакенов, Амангельды Абдурахманович (74) — советский, российский и казахстанский художник, заслуженный работник культуры РСФСР (1987)[380].